# 샌프란시스코
샌프란시스코(영어: San Francisco, 문화어: 쌘프랜씨스코)는 미국 캘리포니아주 북부에 있는 도시로, 북부 캘리포니아의 문화, 경제, 상업 거점 역할을 하고 있다. 공식적인 명칭은 샌프란시스코시군(영어: City and County of San Francisco 시티 앤 카운티 오브 샌프란시스코[*], 스페인어: Condado de San Francisco 콘다도 데 산프란시스코[*])이다. 성 프란치스코에서 이름을 따왔다. 샌프란시스코의 면적은 46.9 제곱마일 (121 km2)이다. 샌프란시스코반도의 북부 끝에 자리잡고 있으며, 미국의 주에서 가장 작은 군이다. 인구 밀도는 km2 당 7,022명으로, 캘리포니아 주에서 인구 밀도가 가장 높은 대도시(20만 명 이상 도시)이며, 미국 전체에서는 뉴욕에 이어 두 번째로 높다. 샌프란시스코의 인구는 2014년 기준으로 852,469명으로 로스앤젤레스, 샌디에고, 산호세에 이어 캘리포니아 주에서 네 번째로 인구가 많은 도시이다. 미국 전체에서는 13번째로 많다. 샌프란시스코와 그 주변 지역은 샌프란시스코 베이 에어리어라고 불리는데, 샌프란시스코 베이 에어리어 광역도시권은 860만 명의 인구로, 미국에서 다섯 번째로 큰 광역도시권이다.
샌프란시스코는 1776년 6월 29일 설립되었다. 1849년 캘리포니아 골드 러시로 크게 성장했으며, 미국 서해안에서 가장 큰 도시가 되었다. 1856년에는 도시와 군이 통합되었다. 1906년 샌프란시스코 지진과 화재로 도시의 4분의 3이 파괴되었지만, 빠르게 재건되었고 9년 뒤 파나마-태평양세계박람회를 개최했다. 제2차 세계대전 기간 동안에는 태평양 전장으로 나가는 군인들을 수송하는 거점 항구로 쓰였다. 전쟁이 끝나고 나서 "히피" 반문화와 함께 자유를 원하는 사람들, 전후 군인, 대규모 이민자가 섞이며 성혁명, 평화운동, 베트남 전쟁에 대한 미국의 개입 반대 운동, 사랑의 여름, 성소수자 권익수호 운동을 주도했고, 샌프란시스코는 미국 자유주의 운동의 중심지로 굳어졌다. 정치적으로는 민주당이 강세인 곳이다.
샌프란시스코는 인기있는 관광지이기도 한데, 시원한 여름, 안개, 가파르고 구불구불한 언덕, 조화로운 다양한 건축과 골든게이트 교, 케이블카, 알카트라즈 연방 교도소, 차이나타운과 같은 랜드마크로 잘 알려져있다. 또한 5개의 주요 금융 기관과 비자카드, 리바이스, 갭, 세일즈포스닷컴, 드롭박스, 레딧, 스퀘어, 에어비앤비, 위블리, 퍼시픽 가스 앤드 일렉트릭, 옐프, 핀터레스트, 트위터, 우버, 모질라, 위키미디어 재단, 크레이그리스트와 같은 여러 기업들의 본사가 있다. 샌프란시스코는 여러 별명이 있는데, "시티 바이 더 베이", "안개 도시", "샌 프란", "프리스코"를 포함해 "The City that Knows How", "바그다드 바이 더 베이", "서부의 파리"와 같은 오래 된 별명이 있다.

## 역사

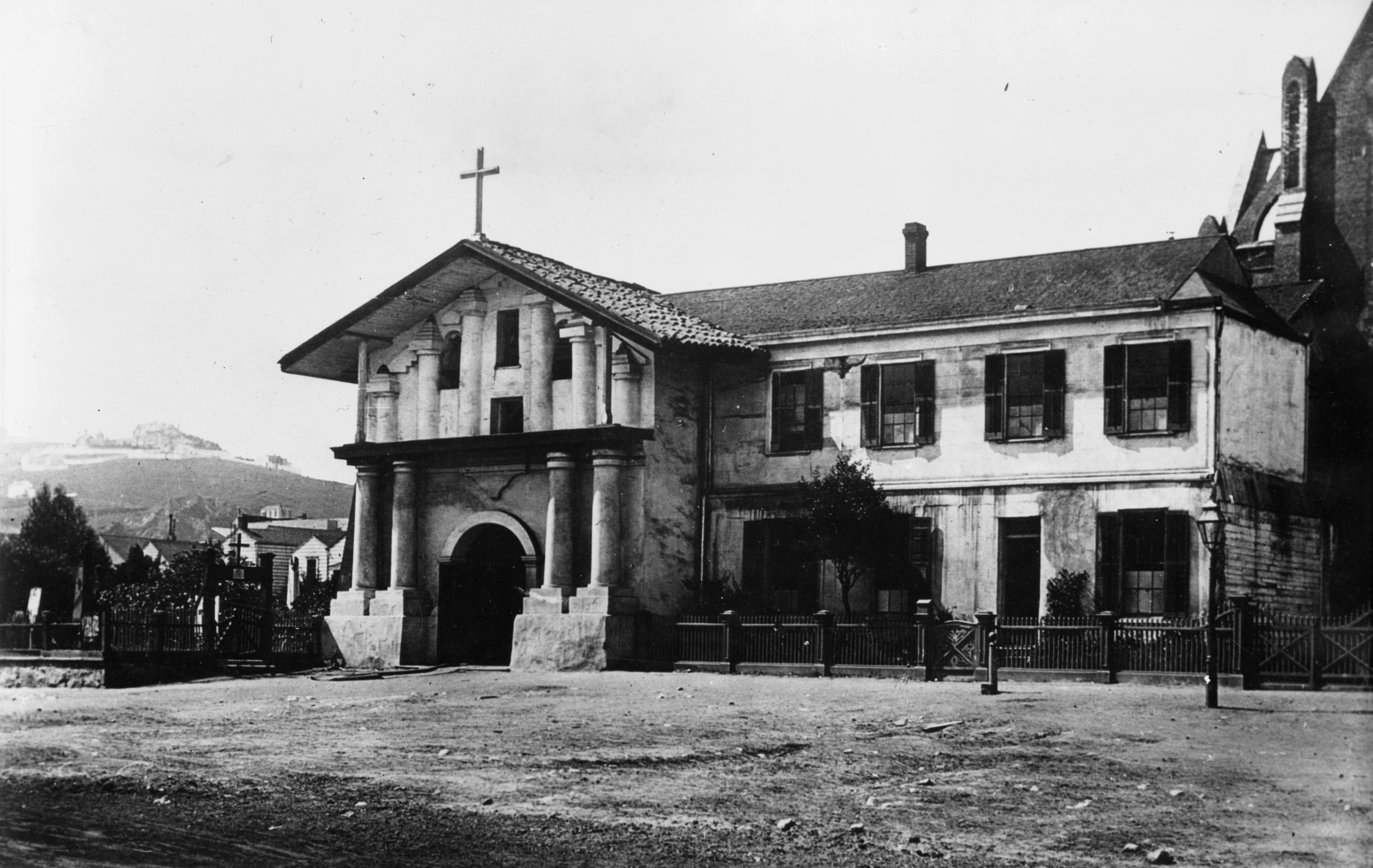
돌로레스 선교회.

샌프란시스코 시의 영토내 인간 거주에 관한 가장 초기의 고고학적 증거는 기원전 3000년으로 거슬러 올라간다. 샌프란시스코만을 방문한 첫 유럽인으로 가스파르 데 포르톨라 경이 이끄는 스페인의 육상 탐험대가 1769년 11월 2일에 도착했고, 당시 몇몇의 작은 마을들에 올로니족의 옐라무 단체가 거주하였다고 기록되어 있다. 그로부터 7년 후 1776년 3월 28일, 스페인인들은 샌프란시스코 수인 식민지를 설립하였고, 스페인의 탐험가 후안 바우티스타 데 안사에 의하여 설립된 선교 단체 미시온 산프란시스코 데 아시스 (돌로레스 선교회)로 이어졌다.

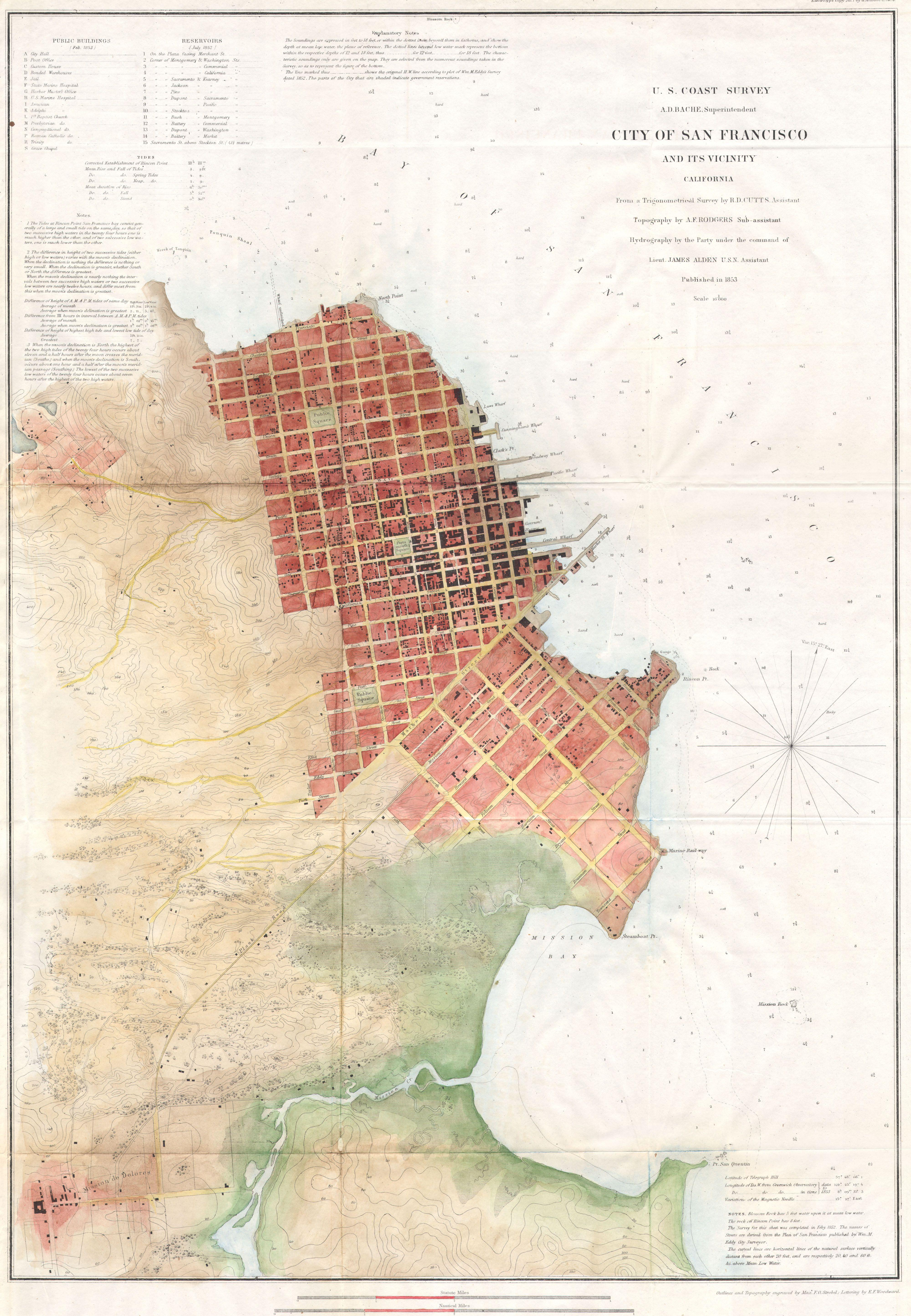
1853년 미국 해안 측량 지도

1821년 스페인으로부터 독립하면서 이 지역은 멕시코의 일부가 되었다. 멕시코의 통치하에 선교 제도는 점차 종료되었고, 그 단체의 영토들은 민영화되었다. 1835년 잉글랜드의 윌리엄 리처드슨이 오늘날 포츠머스 스퀘어 지역 보트 정박지 근교에 첫 독립 가옥을 세웠다. 알카데 프란시스코 데 아로와 함께 정착 확대를 위한 거리를 계획했고, 예르바 부에나로 불리는 타운으로 미국인 정착자들이 모여들기 시작했다. 1846년 7월 7일 미국-멕시코 전쟁 기간 동안 존 D. 슬롯 준장은 미국 대표로 캘리포니아를 요구하였고, 이틀 후에 존 B. 몽고메리 대위가 예르바 부에나도 요구하였다. 전쟁 말기인 다음해 1월 30일 멕시코는 공식적으로 미국에게 영토를 양도하였다. 예르바 부에나는 도시명을 샌프란시스코로 개명하였다. 항구와 해군 기지로서 그 매력적인 위치에 불구하고, 그때까지 샌프란시스코는 지리적으로 황폐한 작은 정착지였다.

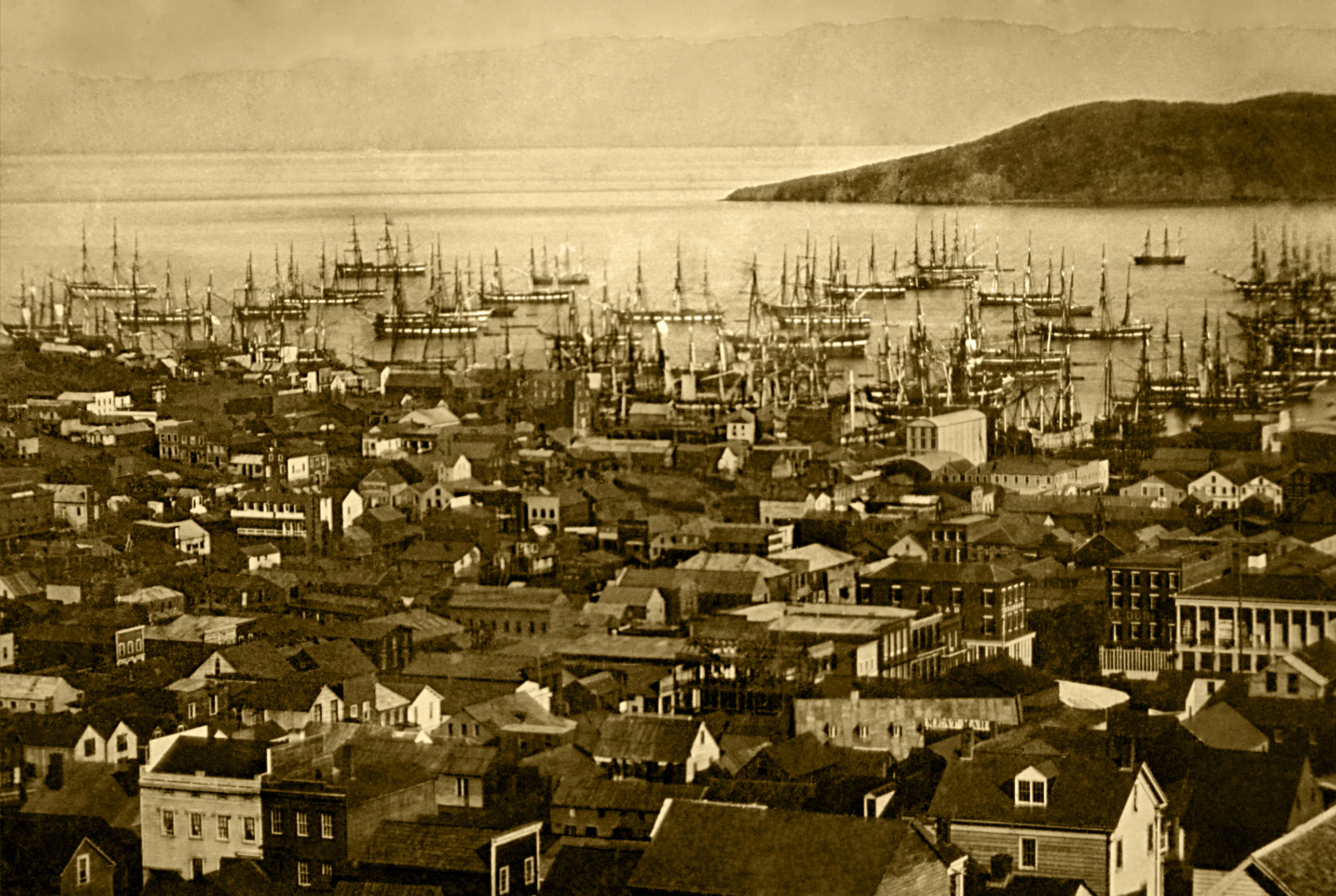
1851년의 샌프란시스코 항구

캘리포니아주 골드 러시가 1849년에 있었던 일로서 "포티나이너스"로 알려진 보물 수색자들의 심한 유입을 데려왔다. 사워도와 함께 유입된 시굴자들의 수는, 샌프란시스코의 조사 결과, 경쟁 도시 베니시아를 추월하여 1848년 1,000명에서 1949년 25,000명으로 인구가 올라갔다. 거부의 꿈을 쫓아 선원들은 샌프란시스코 항구에 타고 온 배를 버리고 금광들로 떠났다. 유기된 약 500 척의 선박들 중 일부는 매장, 객실과 호텔들로 이용되었다. 많은 배들은 방치되어 썩었으며, 대체로 물밑 주차장을 연상케 할 만큼 많은 수가 수장되었다. 1870년까지 샌프란시스코의 해안들의 매립공사가 이뤄졌다. 매립지의 신규 건물을 위한 기반 공사에서 수장된 선박들이 때때로 땅속에서 발견되었다.
캘리포니아는 빠르게 주로 승격되었고, 미국의 군사는 샌프란시스코만을 안전하게 하는 데 골든게이트에 포트포인트와 앨커트래즈섬에 요새를 지었다. 1859년 콤스톡 로드를 포함하여 은의 발견들은 더욱 나아가서 재빠른 인구 성장을 이끌어냈다.
투기자들은 골드 러시로 인해 발생한 부의 자본화를 추구하였다. 초기 승자들은 1852년 웰스 파고와 1864년 캘리포니아 은행의 창립과 함께 은행업이었다. 샌프란시스코 항구의 개발과 새롭게 완료된 퍼시픽 철도를 통하여 동부 미국의 철도 시스템으로 육상 접근이 베이 에이리어를 무역의 중심지로 만드는 도움을 주었다. 증가하는 인구의 필요성과 취향들의 부응으로 리바이 스트라우스가 직물 비지니스를 개업하였고, 도밍고 기라델리는 초콜렛을 제조하기 시작하였다. 중국인 철도 노동자들이 도시의 차이나타운을 창조하면서 이민자 노동자들은 도시를 다국어 문화로 만들었다. 1870년 아시아인들은 인구의 8 퍼센트를 차지하였다. 1873년 첫 케이블카가 클레이 스트리트로 올라가 샌프란시스코 시민들을 날랐다. 도시의 빅토리아 하우스들의 바다가 형태를 잡기 시작하였고, 시민 지도자들은 광대한 공원을 위하여 캠페인을 벌여 골든게이트 공원을 위한 계획들에 결과를 가져왔다. 샌프란시스코 시민들은 학교, 교회, 극장들과 시민 생활의 전부 특징들을 건설하였다. 프레시디오는 태평양 해안에 가장 중요한 미국 군사 기지로 개발하였다. 1890년까지 샌프란시스코의 인구는 300,000명으로 접근하여 당시 미국에서 8번째로 가장 큰 도시로 만들었다.
1901년 경에 샌프란시스코는 노브힐에 플랑브와양 형식, 품위 있는 호텔과 야한 맨션들과 번창하는 예술의 장면으로 잘 알려진 주요 도시였다. 북아메리카의 첫 유행성 전염병은 1900년 ~ 1904년의 샌프란시스코 전염병이었다.
1906년 4월 18일 새벽 5시 12분. 주요 지진이 샌프란시스코와 북부 캘리포니아주에 충돌하였다. 건물들이 흔들리면서 무너지면서 파열된 가스라인들이 도시를 가로질러 퍼진 불을 발화시켜 며칠간 통제 불능이었다. 수도관 서비스가 중단되면서 프레시디오 포병대들은 방화선들을 창조하는 데 건물들의 블록을 동적으로 만들어 지옥 같은 광경을 포함하는 시도를 하였다. 다운타운 중심핵의 거의 전부를 포함한 도시의 4 분의 3 이상이 황폐해졌다. 현재 측량들이 몇천명에 수를 놓았어도 그 시대의 평가들은 498명의 주민들이 생명을 잃었다고 보고하였다. 난민들은 골든게이트 공원, 프레시데오, 해변들과 다른 곳들에서 일시적으로 임시 텐트 마을에 정착하였다. 많은이들은 이스트 베이로 영구적으로 달아났다.
재건은 재빠르고 대규모에 실행되었다. 완전히 거리 바닥을 다시 만드는 데 요구들을 거절한 샌프란시스코 시민들은 속도를 선택하였다. 후에 아메리카 은행이 되는 아메데오 잔니니의 이탈리아 은행은 생계가 황폐화된 많은이들을 위하여 기부금을 마련하였다. 영향적인 샌프란시스코 계획 도시 연구 협회는 지진이 일어난 후 주택의 품질을 다루는 데 1910년 창설되었다. 지진은 많은 도시의 부자들이 자신들의 집들을 재건한 퍼시픽하이츠를 포함하여 화재를 생존한 서부 이웃들의 개발을 촉진하였다. 차례로 노브힐의 파괴된 맨션들은 그랜드 호텔들이 되었다. 시청은 화려한 예술 스타일에 다시 솟아올랐고, 도시는 1915년 파나마-태평양 국제 박람회에서 그 재생을 축제벌였다.
그 일은 샌프란시스코가 그 가장 중요한 기본적 시설들을 건설했던 이 시기 동안에 있었다. 토목 기사 마이클 오쇼네시는 트윈피크스 저수지, 스탁턴 스트리트 터널, 트윈피크스 터널, 샌프란시스코 자치 철도, 옥실리어리 수도 공급 시스템과 새로운 하수구들의 건설을 감독하는 데 1912년 9월 도시를 위한 주요 공학자로서 제임스 롤프 시장에 의하여 기용되었다. 오늘날 생존하는 J, K, L, M과 N 라인들의 샌프란시스코의 시내 전차 시스템은 1915년과 1927년 사이에 오쇼네시에 의하여 완료로 추진되었다. 그것은 샌프란시스코에 가장 큰 효과를 가질 오쇼네시 댐, 헤치 헤치 저수지와 헤치 헤이 수로이다. 풍족한 수도 공급은 샌프란시스코를 오늘날이 된 도시로 개발할 수 있도록 하였다.

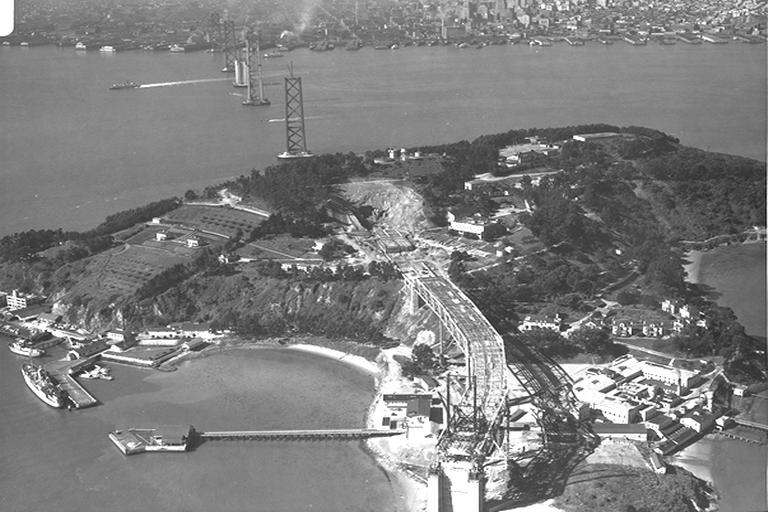
1935년 건설 아래의 샌프란시스코-오클랜드 베이 브리지. 다리 완공까지 40개월이 걸렸다.

뒤이은 세월들에 도시는 금융의 수도로서 그 입지를 굳혔으며, 1929년 월스트리트 대폭락이 일어나면서 샌프란시스코에 본부를 둔 은행은 단 하나도 실패하지 않았다. 그러므로 그 일은 샌프란시스코가 2개의 토목 공사 계획들을 착수했던 대공황의 절정에 있었으며 동시에 샌프란시스코-오클랜드 베이 브리지와 골든게이트 교를 건설하여 각각 1936년과 1937년에 완공되었다. 그 일은 전 군사 영창 앨커트래즈섬이 연방 최대 경비 교도소로 그 서비스를 시작했던 이 시기에 있었으며 알 카포네와 로버트 프랭클린 스트라우드 같은 유능한 입소자들을 유숙시켰다. 샌프란시스코는 후에 1939년 ~ 1940년 골든게이트 국제 박람회와 함께 그 다시 얻어진 웅장을 축제벌여 그것을 개최하는 데 만의 중간에 보물섬을 창조하였다.
제2차 세계 대전이 일어난 동안 헌터스포인트 해군 조선소는 활동의 중심지가 되었고, 포트메이슨은 태평양 전쟁으로 나가는 복무 군인들을 위한 승선의 주요 항구가 되었다. 직업들의 폭발은 지역으로 많은 사람들, 특히 남부에서 온 아프리카계 미국인들을 끌어들였다. 전쟁의 종말 후에 많은 군인들은 해외 복무로부터 돌아왔고, 원래 일하러 온 시민들은 머물기로 결정하였다. 유엔을 창조한 유엔 헌장이 1945년 샌프란시스코에서 기안되어 조인되었고, 1951년 샌프란시스코 강화 조약이 일본과 전쟁을 공식적으로 끝냈다.
1950년대와 1960년대에 도시 계획 프로젝트들은 서부 이웃들의 넓게 퍼진 파괴와 재개발, 그리고 시민이 이끈 반대에 의하여 중지되기 전에 짧은 부분들의 일련 만이 지어진 것의 새로운 무료 고속도로들의 건설을 연루시켰다. 컨테이너리제이션의 시작은 샌프란시스코의 작은 부두들을 안 쓰이게 만들었고, 화물 활동은 더욱 큰 오클랜드 항구로 이동하였다. 도시는 산업적인 직업들을 잃기 시작하였고, 그 경제의 가장 중요한 부분으로서 관광업으로 변하였다. 외곽들이 재빠른 발전을 경험하였고, 백인 인구의 큰 부분이 도시를 떠나 아시아와 라틴아메리카에서 온 이민의 증가하는 경향에 의하여 대체되면서 의미있는 인구 통계학적 변화를 경험하였다. 1950년부터 1980년까지 도시는 그 인구의 10 퍼센트 이상을 잃었다.
이 시기에 샌프란시스코는 미국의 반체제 문화의 자석이 되었다. 비트 제네레이션 작가들은 샌프란시스코 르네상스를 야기시켰고 1950년대에 노스비치 이웃에 중심을 두었다. 히피족들은 1960년댜에 하이트애슈버리로 떼지어 들어와 1867년 사랑의 여름과 함께 절정에 도달하였다. 1970년대에 도시는 도시 동성애자 마을로서 카스트로의 출현, 감독 위원회로 하비 밀크의 선출과 1978년 조지 모스콘 시장과 더불어 그의 암살 사건과 함께 동성애자 권리 운동의 중심지가 되었다.
아메리카 은행이 1969년 캘리포니아 스트리트 555 번지에 완료되었고, 1972년 트랜스아메리카 피라미드가 완료되어 광대한 고층 개발 다운타운의 시기 1980년대 후반까지 지속된 "맨해트니제이션"의 경향을 발화시켰다. 1980년대는 또한 많은이들이 노숙 문제를 해결하려고 시도하는 데 불구하고 오늘날 남아있는 문제인 도시에서 노숙자들의 수에서 극적인 증가를 보았다. 1989년 로마프리타 지진이 베이 에이리어를 통하여 파괴와 인생의 상실을 일으켰다. 샌프란시스코에서 지진은 마리나와 사우스오브마켓 구역들에서 엄하게 구조물들을 손상시켰고, 손상된 엠바카데로 무료 고속도로와 거의 손상된 센트럴 무료 고속도로의 철거를 촉발하여 엠바카데로를 그 역사적 다운타운 해안 지역으로 개선하는 데 도시를 허용하고 헤이스밸리 이웃을 부흥시켰다.
마지막 20년의 세월은 인터넷 산업에 의하여 몰아진 2개의 붐을 보았다. 첫째는 1990년대 후반의 .com 붐이었으며 스타트업 컴퍼니들이 샌프란시스코 경제를 활기 띠게 하였다. 큰 수의 기업인들과 컴퓨터 적용 개발인들이 도시로 들어와 이주하였고, 마케팅, 디자인과 세일 전문인들에 의하여 이어져 한번 더욱 가난했던 이웃들이 증가적으로 고급화 되면서 사회적 경치를 바꾸었다. 샐로운 주책과 사무실 공간을 위한 요구는 고층 개발의 두번째 경향을 발화시켰는 데 이번에는 사우스오브마켓 구역에서였다. 2000년까지 도시의 인구는 새로운 높이들에 도달하여 1950년에 세워진 이전 기록을 앞섰다. 2001년 환상이 깨질 때 이 많은 회사들이 망하고, 그들의 종업원들이 직업을 잃었다. 아직 기술과 기업가 정신은 샌프란시스코 경제의 주요 생업들로 남아있다. 샌프란시스코가 기술 사무소들의 인기있는 위치와 애플과 구글 같은 실리콘 밸리 회사들에서 고용된 사람들을 위하여 사는 데 인기있는 장소가 되면서 2000년대 중반까지 사회 미디어 붐이 시작되었다.

## 기후
| 샌프란시스코의 기후                                                                     | 샌프란시스코의 기후 | 샌프란시스코의 기후 | 샌프란시스코의 기후 | 샌프란시스코의 기후 | 샌프란시스코의 기후 | 샌프란시스코의 기후 | 샌프란시스코의 기후 | 샌프란시스코의 기후 | 샌프란시스코의 기후 | 샌프란시스코의 기후 | 샌프란시스코의 기후 | 샌프란시스코의 기후 | 샌프란시스코의 기후 |
| 월                                                                                      | 1월                 | 2월                 | 3월                 | 4월                 | 5월                 | 6월                 | 7월                 | 8월                 | 9월                 | 10월                | 11월                | 12월                | 연간                |
| --------------------------------------------------------------------------------------- | ------------------- | ------------------- | ------------------- | ------------------- | ------------------- | ------------------- | ------------------- | ------------------- | ------------------- | ------------------- | ------------------- | ------------------- | ------------------- |
| 역대 최고 기온 °C (°F)                                                                  | 26 (79)             | 27 (81)             | 31 (87)             | 34 (94)             | 36 (97)             | 39 (103)            | 37 (99)             | 37 (98)             | 41 (106)            | 39 (102)            | 30 (86)             | 24 (76)             | 41 (106)            |
| 일평균 최고 기온 °C (°F)                                                                | 14.3 (57.8)         | 15.8 (60.4)         | 16.7 (62.1)         | 17.2 (63.0)         | 17.8 (64.1)         | 19.2 (66.5)         | 19.1 (66.3)         | 19.9 (67.9)         | 21.2 (70.2)         | 21.0 (69.8)         | 17.6 (63.7)         | 14.4 (57.9)         | 17.8 (64.1)         |
| 일일 평균 기온 °C (°F)                                                                  | 11.2 (52.2)         | 12.3 (54.2)         | 13.1 (55.5)         | 13.6 (56.4)         | 14.3 (57.8)         | 15.4 (59.7)         | 15.7 (60.3)         | 16.5 (61.7)         | 17.2 (62.9)         | 16.7 (62.1)         | 14.0 (57.2)         | 11.4 (52.5)         | 14.3 (57.7)         |
| 일평균 최저 기온 °C (°F)                                                                | 8.1 (46.6)          | 8.8 (47.9)          | 9.4 (48.9)          | 9.8 (49.7)          | 10.8 (51.4)         | 11.7 (53.0)         | 12.4 (54.4)         | 13.1 (55.5)         | 13.1 (55.6)         | 12.4 (54.4)         | 10.4 (50.7)         | 8.3 (47.0)          | 10.7 (51.3)         |
| 역대 최저 기온 °C (°F)                                                                  | −2 (29)             | −1 (31)             | 1 (33)              | 4 (40)              | 6 (42)              | 8 (46)              | 8 (47)              | 8 (46)              | 8 (47)              | 6 (43)              | 3 (38)              | −3 (27)             | −3 (27)             |
| 평균 강수량 mm (인치)                                                                   | 112 (4.40)          | 111 (4.37)          | 80 (3.15)           | 41 (1.60)           | 18 (0.70)           | 5.1 (0.20)          | 0.25 (0.01)         | 1.5 (0.06)          | 2.5 (0.10)          | 24 (0.94)           | 66 (2.60)           | 121 (4.76)          | 581 (22.89)         |
| 평균 강수일수 (≥ 0.01 인치)                                                             | 11.2                | 10.8                | 10.8                | 6.8                 | 4.0                 | 1.6                 | 0.7                 | 1.1                 | 1.2                 | 3.5                 | 7.9                 | 11.6                | 71.2                |
| 평균 상대 습도 (%)                                                                      | 80                  | 77                  | 75                  | 72                  | 72                  | 71                  | 75                  | 75                  | 73                  | 71                  | 75                  | 78                  | 75                  |
| 평균 월간 일조시간                                                                      | 185.9               | 207.7               | 269.1               | 309.3               | 325.1               | 311.4               | 313.3               | 287.4               | 271.4               | 247.1               | 173.4               | 160.6               | 3,061.7             |
| 가능 일조율                                                                             | 61                  | 69                  | 73                  | 78                  | 74                  | 70                  | 70                  | 68                  | 73                  | 71                  | 57                  | 54                  | 69                  |
| 출처 1: 미국 해양대기청 (평년값: 1991년~2020년, 극값: 1849년~현재, 일조: 1961년~1974년) |                     |                     |                     |                     |                     |                     |                     |                     |                     |                     |                     |                     |                     |
| 출처 2: 영국 기상청 (상대습도)                                                          |                     |                     |                     |                     |                     |                     |                     |                     |                     |                     |                     |                     |                     |

## 지리
샌프란시스코는 캘리포니아주 북쪽, 북위 38도, 서경 122도 5분에 있다. 기후는 온난하며, 여름에 비가 적다. 시가지는 샌프란시스코 만 서쪽의 샌프란시스코반도에 위치해 있다. 샌프란시스코 만 동쪽에는 오클랜드와 버클리, 남쪽에는 산호세가 위치해 있다.

### 이웃들

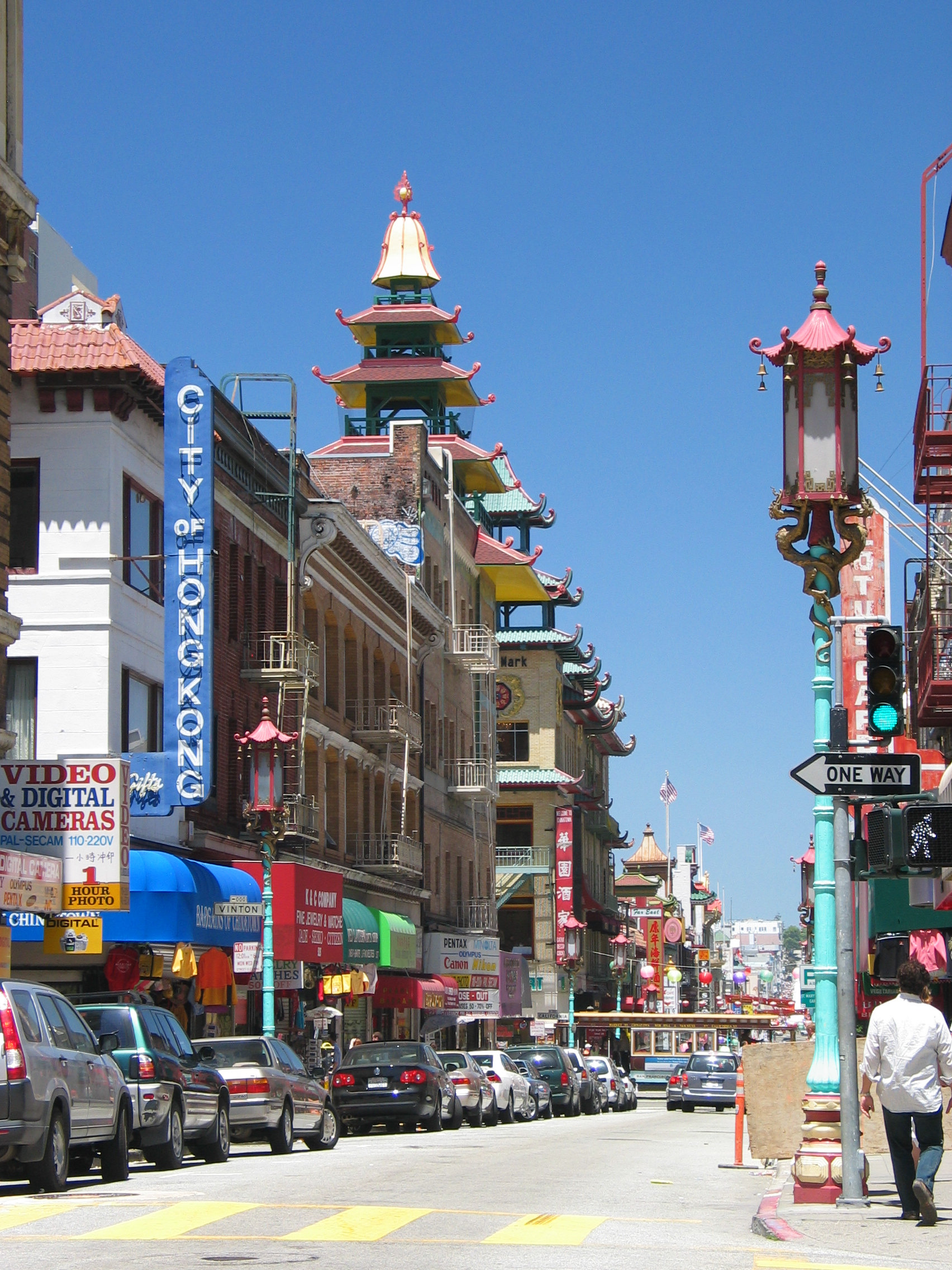
샌프란시스코의 차이나타운은 북아메리카에서 가장 오래되고, 가장 큰 중국인 거리들 중의 하나이다.

샌프란시스코의 역사 센터는 마켓 스트리트와 해안에 의하여 달라붙은 도시의 북동부 4분면이다.  여기에 주요 쇼핑과 호텔 구역 유니언 스퀘어와 가까이 텐더로인과 함께 금융 구역이 중심을 두었다.  케이블카들은 한번 도시의 비지니스 거물들의 고향이었던 노브힐의 정상으로 올라가는 가파른 경사들로, 그리고 많은 레스토랑들이 아직도 활동적인 수산업으로부터 던지네스 게를 나타내는 피셔맨스워프와 피어 39의 해안 관광객 목적지로 내려가는 탑승객들을 나른다.  또한 이 4분면에 있는 것들은 유명하게 구부러진 롬바드 스트리트와 함께 한 거주 이웃 러시언 힐, 도시의 리틀이털리이자 비트 제너레이션의 전 중심지 노스비치, 코이트 타워를 나타내는 텔레그래프 힐이다.  러시언 힐과 노스비치에 접한 것은 샌프란시스코의 차이나타운으로 북아메리카에서 가장 오래된 차이나타운이다.  한번 샌프란시스코의 산업적 핵심이었던 사우스오브마켓은 AT&T 파크의 건설과 스타트업 컴퍼니들의 주입에 이어 의미있는 재개발을 보았다.  새로운 초고층 건물, 최상층 실사와 콘도미니엄들이 지역에 점을 찍는다.  현재 캘리포니아 대학교 샌프란시스코의 두번째 캠퍼스가 있고, 새로운 골든스테이트 워리어스의 경기장이 지어진 전 철도의 야드 미션베이 지역에서 겨우 남부에 더욱 나가서의 개발이 진행 중이다.

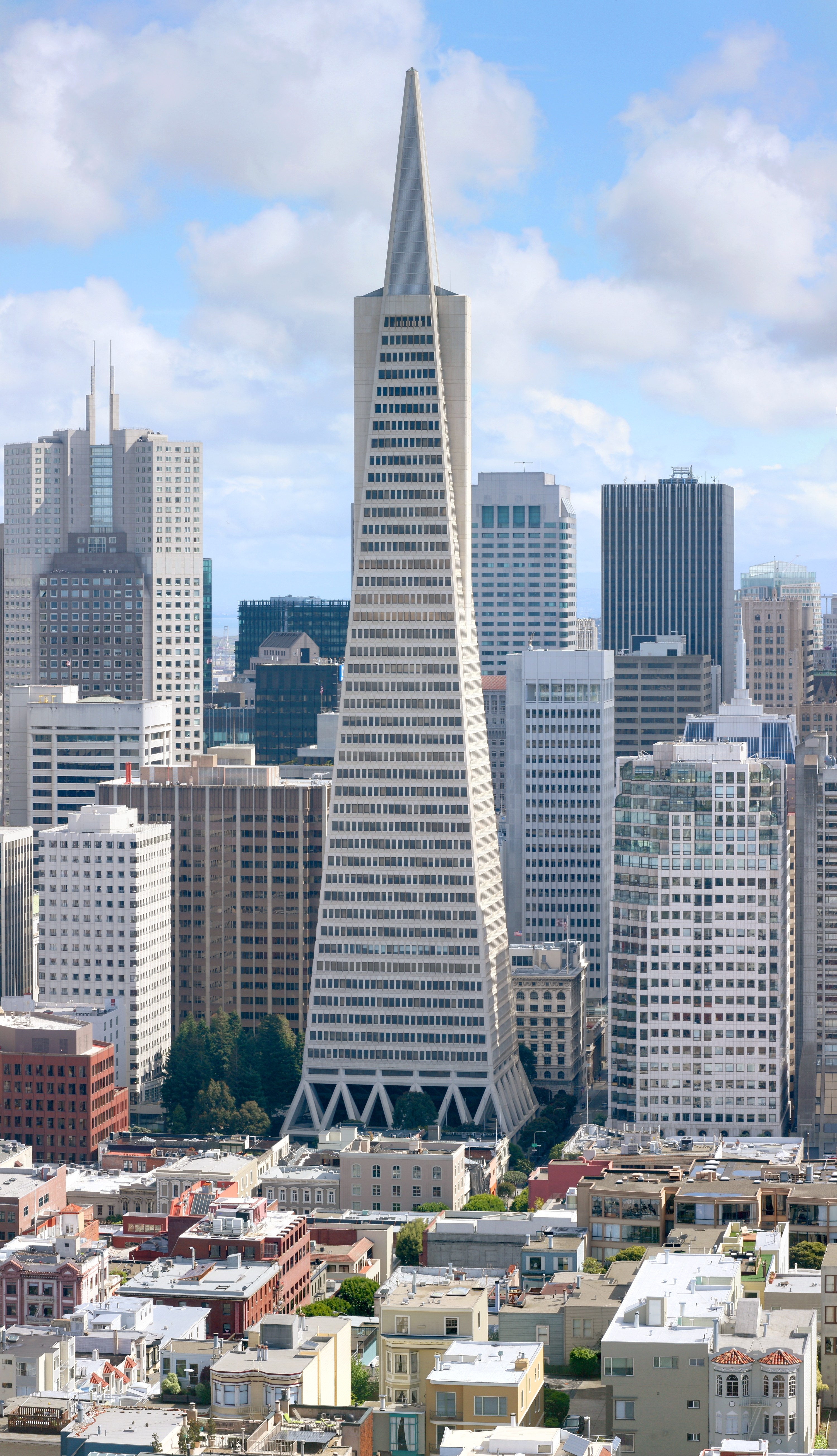
트랜스아메리카 피라미드. 2016년 세일포스 타워가 앞설 때까지 샌프란시스코에서 가장 큰 건물이었다.

밴네스 애비뉴를 가로질러 다운타운의 서부는 제2차 세계 대전 후에 큰 아프리카계 미국인 인구와 함께 설립된 큰 웨스턴 애디션 이웃이 놓여있다.  웨스턴 애디션은 보통 헤이스 밸리, 필모어와 한번 북아메리카에서 가장 큰 저팬타운이었으나 제2차 세계 대전이 일어난 동안 그 일본계 미국인들이 강제로 제거되어 구금되었을 때 고통을 겪은 저팬타운을 포함한 더욱 작은 이웃들로 분할되었다.  웨스턴 애디션은 알라모 스퀘어를 따라서 서있는 유명한 "페인티드 레이디스"를 포함한 그 크게 손상되지 않은 빅토리아 하우스들과 함께 1906년 지진을 생존하였다.  남부로 도시의 지리적 중앙 근처에 헤이트 애슈버리는 한번 유명하게 1960년대의 히피 문화와 함께 교제하였다.  아직도 어떤 자유 분방한 특성을 유지하고 있어도 헤이트는 이제 어떤 값이 비싼 가게와 약간의 논쟁적 체인 상점들에 본거지이다.  웨스턴 애디션의 북부는 1906년 지진의 발생에서 부유한 샌프란시스코 시민들에 의하여 지어진 주택들을 나타내는 풍족한 이웃 퍼시픽 하이츠이다.  해안을 향하는 퍼시픽 하이츠의 바로 북부는 베이로부터 개선된 대지에 크게 지어진 젊은 전문인들과 인기있는 이웃 마리나이다.
도시의 남동부 4분면은 미션 구역으로 19세기에 히스패닉계 캘리포니아인들과 독일, 아일랜드, 이탈리아와 스칸디나비아에서 온 근로자 계급 이민자들에 의하여 거주되었다.  1910년대에 중앙아메리카 이민자들의 경향이 미션에 정착하였고, 1950년대 멕시코에서 온 이민자들이 우세하기 시작하였다.  최근의 세월들에 고급 주택화가 미션의 일부들의 인구 통계를 라티노에서 20대 전문가들로 변화시켰다.  남서부로 노우 밸리와 남부로 버널 하이츠는 둘다 어린이들과 함께 한 젊은 가족들 중에 증가적으로 인기가 있다.  미션의 동부는 다운타운 샌프란시스코의 광범위한 경치들을 나타내는 대부분 거주민들의 이웃 포트레로 힐이다.  역사적으로 유레카 밸리로 알려졌으며 이제 인기있게 카스트로로 불린 미션의 서부는 한번 스칸디나비아와 아일랜드 근로자 계급의 지역이었다.  그 이웃은 노스아메리카의 처음이자 가장 잘 알려진 동성애자 마을이 되어 현재 도시에서 동성애자 생활의 중심지이다.  도시의 남부 경계 근처에 위치한 익셀시어 구역은 샌프란시스코에서 가장 민족적으로 다양한 이웃들 중의 하나이다.  도시의 남동부 코너 멀리에 우세하게 아프리카계 미국인의 베이뷰 -헌터스 포인트는 지역이 몇몇의 부흥과 논쟁적 도시 소생 프로젝트들의 초점으로 지내왔어도 가장 빈곤한 이웃들 중의 하나이며 높은 범죄율로부터 고통을 겪고 있다.
1918년 트윈피크스 터널의 건설은 시내 전차를 통하여 남서부의 이웃들을 다운타운으로 연결하였고, 웨스트 포털과 근처에 풍족한 포리스트 힐과 세인트 프랜시스 우드의 개발을 촉진하였다.  서부로 멀리 태평양으로 전부의 방향으로 뻗어있고, 골든게이트 공원의 북부에 우세하게 아시아인 인구와 함께 한 큰 중산층 지역인 광대한 선셋 구역이 놓여있다.  도시의 북서부 4분면은 또한 대부분 골든게이트 공원의 북부 중산층 이웃이자 많은 러시아와 우크라이나 이민자들은 물론 아시아의 다른 부분들에서 온 이민자들이 사는 리치먼드를 담고 있다.  함께 이 지역들은 디 애비뉴스로 알려졌다.  이 2개의 구역들은 어쩌다 각각 더욱 멀리 2개의 지방들로 분할되었으며 리치먼드 외부와 선셋 외부는 그들의 각각 구역의 더욱 서부 부분으로, 리치먼드 내부와 선셋 내부는 더욱 동부 부분들로 언급될 수 있다.  텐더로인 구역은 도시의 "리틀 사이공"으로 알려진 비지니스와 식당들은 물론 도시의 베트남인 인구의 큰 부분에게 고향이다.
많은 부두들은 엠바카데로 무료 고속도로의 파괴가 있었을 때까지 세월동안 포기된 것으로 남아있어 다운타운의 해안을 재개장하여 재개발을 위하여 허용하였다.  아직도 통근자 페리선 교통을 받는 동안 항구의 가장 중앙부 페리 빌딩은 미식가의 시장으로 복구되어 재개발되어 왔다.

## 인구 통계
2010년 미국 인구조사국은 샌프란시스코가 805,235명의 인구를 가졌다고 보고하였다.  평방 마일 당 17,160 (6,632/km2dm)의 인구밀도와 함께 샌프란시스코는 200,000명 인구보다 더 큰 도시들과 더불어 뉴욕 만의 뒤로 2번째로 가장 밀집한 인구의 주요 도시이다.
샌프란시스코는 샌프란시스코 베이 에이리어의 전통적인 초점이며 4천 6백만명의 주민들의 지방 캘리포니아주 메트로폴리탄 통계적 지역인 5개의 군 샌프란시스코-오클랜드-헤이워드의 일부를 형성한다.  그것은 또한 인구가 8천 7백만명 이상인 캘리포니아주 연합 통계적 지역인 더욱 큰 산호세-샌프란시스코-오클랜드의 일부이며 2015년 7월 1일로 봐서 미국에서 5번째로 가장 큰 지역으로 만들었다.  2015년 7월 1일로 봐서 미국 인구조사국은 샌프란시스코의 인구가 864,816명으로 증가한 것으로 측정한다.

### 인종, 민족과 언어

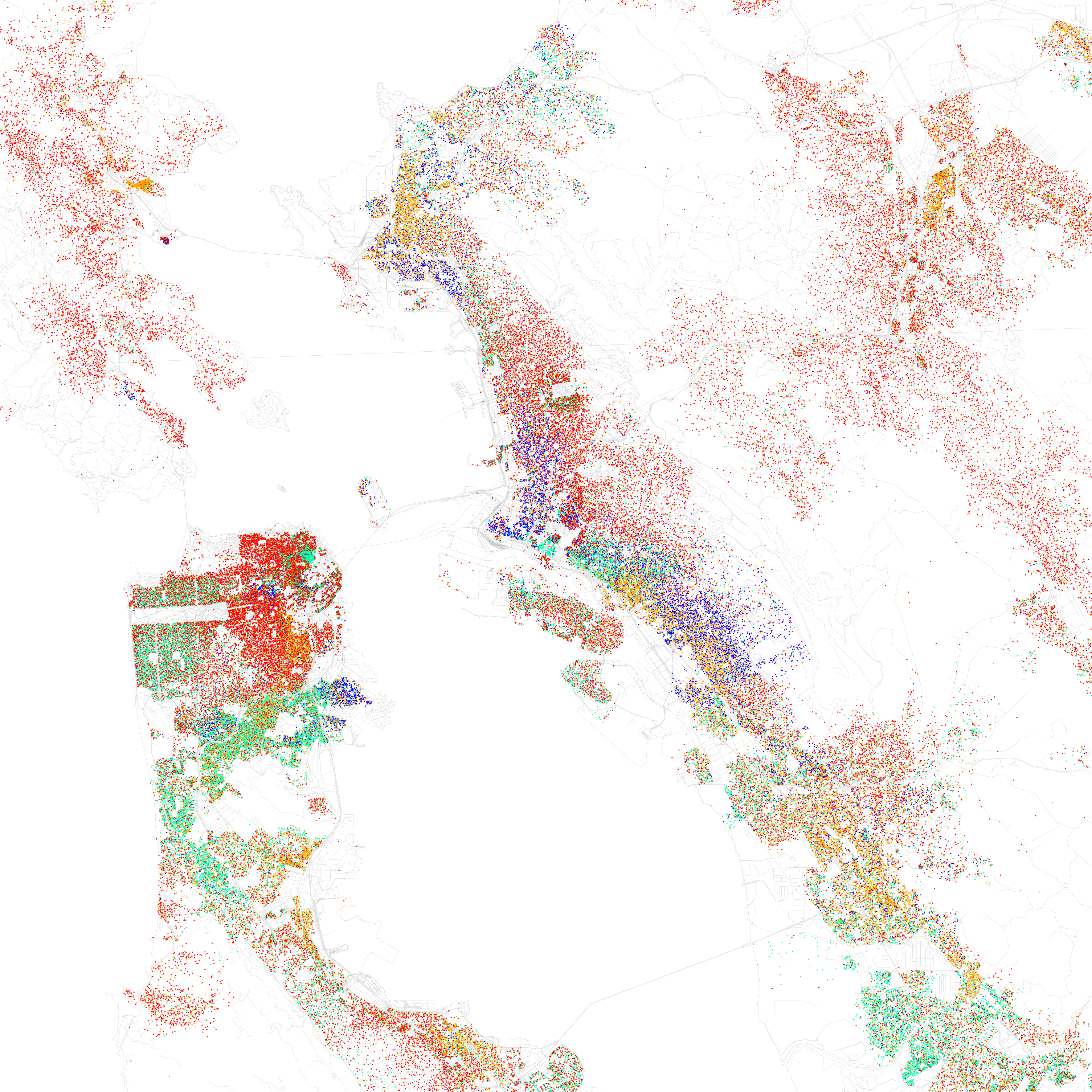
샌프란시스코 베이 에이리어에서 인종적 집중들을 보이는 지도. 적색은 백인, 청색은 흑인, 녹색은 아시아인, 주황색은 히스패닉을 나타낸다.

샌프란시스코는 비히스패닉 백인들이 1940년 92.5%에서 41.9%로 떨어진 인구의 절반보다 적게 이루어지면서 소수민족 다수의 인구를 가지고 있다.  2010년 인구 조사국으로 봐서 샌프란시스코의 민족 구성과 인구는 390,3987명의 백인 (48%), 267,915명의 아시아인 (33%), 48,870명의 아프리카계 미국인 (6%)와 다른이들을 포함하였다.  거기에는 121,744명의 아무 인종의 히스패닉 혹은 라티노 (15%)가 있었다.
2010년 중국인 주민들이 인구의 21%에 샌프란시스코에서 가장 큰 단일 소수 민족 단체를 구성하였으며 다른 아시아인 단체는 필리핀인 (5%)과 베트남인 (2%)이다.  북아메리카에서 필리핀인들의 가장 높은 집중 지역들 중의 하나였던 데일리 시티의 필리핀인 공동체와 인접하는 크로커-아마존에 필리핀인들이 가장 많이 집중된 것에 반하여 중국계의 인구는 차이나타운, 선셋 구역과 리치먼드 구역에 가장 많이 집중되었다.  텐더로인 구역은 도시의 "리틀 사이공"으로 알려진 비지니스와 식당들은 물론 도시의 베트남인 인구의 가장 큰 부분으로 본거지이다.
도시에서 주요 히스패닉 단체들은 멕시코 (7%)와 엘살바도르 (2%) 계통의 주민들이다.  히스패닉 인구는 미션 구역, 텐더로인 구역과 엑셀시어 구역에 가장 많이 집중되었다.  도시의 히스패닉 주민들의 퍼센티지는 주의 절반의 절반보다 적다.  샌프란시스코의 아프리카계 미국인 인구는 도시 인구의 6%로 쇠퇴하였다.  샌프란시스코에서 아프리카계 미국인의 퍼센티지는 캘리포니아주의 비율에 비슷하다.  도시의 흑인 인구의 다수는 베이뷰-헌터스 포인트와 비시타시온 밸리의 이웃들 안에, 그리고 필모어 구역에 거주한다.
2010년으로 봐서 19% (140,302)가 다양한 중국어 (대부분 타이산어와 광둥어), 12% (88,147명)가 스페인어, 3% (25,767명)가 타갈로그어, 그리고 2% (14,017명)이 러시아어를 쓰는 동안 샌프란시스코 주민들의 55% (411,728명)는 주요 언어로서 가정에서 영어를 썼다.  총계로 샌프란시스코 인구의 45% (242,693명)는 영어보다 다른 모국어를 썼다.

### 교육, 가족과 수입
미국에서 전체 주요 도시들 중에 샌프란시스코는 시애틀 만의 뒤로 대학 학위와 함께 한 주민들의 두번째로 가장 높은 퍼센티지를 가지고 있다.  성인들의 44% 이상은 석사 혹은 더 높은 학위를 가지고 있다.  샌프란시스코는 평방 마일 당 7,031의 가장 높은 비율 혹은 도시의 46.7 스퀘어 마일 (121km2)에 총 344,000명의 졸업생들을 가졌다.
샌프란시스코는 15%에 50개의 가장 큰 미국 도시들 중에 게이와 레즈비언들의 가장 높은 퍼센티지를 가지고 있다.  또한 샌프란시스코는 베이 에이리어가 다른 메트로폴리탄 지역보다 더 높은 집중을 가지고 있으면서 아무 미국의 군 중에 동성 가족들의 높은 퍼센티지를 가지고 있다.
샌프란시스코는 2007년 65,519 달러의 가치와 함께 중앙 가구 수입에서 미국 도시들의 3위에 들었다.  중앙 가구 수입은 81,136 달러이다.  중산층 가족들의 이주는 다른 미국의 대도시보다 15%로 어린이들의 낮은 부분과 함께 도시를 떠났다.  도시의 빈곤률은 12%로 국가적 평균보다 낮은 편이다.  노숙은 1970년대 초반 이래 샌프란시스코의 장기간에 걸친 문제로 지내왔다.  도시는 머릿수로 나누어 아무 주요 미국 도시 중에 노숙자 주민들의 높은 수를 가진 것으로 믿어졌다.
도시에 345,811명의 가족들이 있으며 그 중에 133,366명 (39%)은 개인들, 109,437명 (32%)은 이성 결혼 부부들이었으며 63,577명 (18%)은 그들과 함께 사는 18세 이하의 자식들을 가졌고, 21,677명 (6%)은 결혼하지 않은 이성 파트너십, 그리고 10,384명 (3%)은 동성 결혼 부부들 혹은 파트너십이다.  평균적 가족 크기는 2.26이며, 평균적 가정 크기는 3.11이다.  452,986명의 주민들 (56%)은 집세 주택들에, 327,985명의 주민들 (41%)은 소유자 점유의 주택들에 살았다.  도시 인구의 중앙 나이는 38세이다.

### 노숙
역사적으로 노숙은 도시에서 주요 문제로 지내왔고, 현대에 자라나는 문제로 남아있다.  6,500명이 거리들에 살면서 노숙 인구는 13,500명으로 측정되었다.

## 문화와 현대 생활

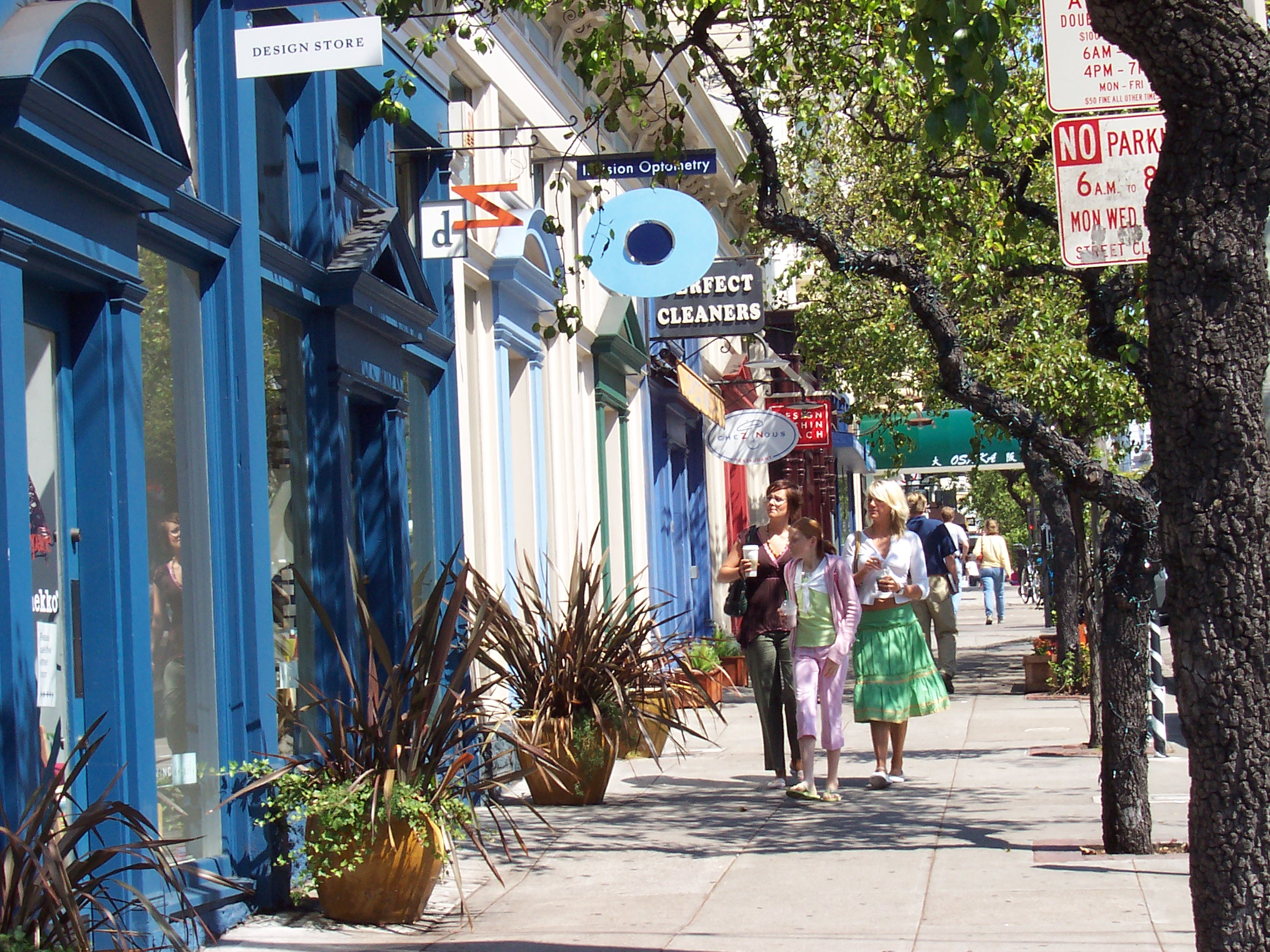
퍼시픽 하이츠에서 필모어 스트리트를 따라 놓인 가게들

금융 구역, 유니언 스퀘어와 피셔맨스워프가 세계를 주위로 잘 알려졌어도 샌프란시스코는 또한 주민과 방문객들이 걸어다닐 수 있는 것으로 중앙 상업 회랑들을 주위에 정박된 다용도 이웃들을 나타내는 그 다수의 문화적으로 풍부한 가두 풍경에 의하여 특성이 나타났다.  이 특성들 때문에 샌프란시스코는 Walkscore.com에 의하여 미국에서 두번째로 "가장 걸어서 갈 수 있는" 도시로 순위에 들었다.  또한 많은 방문객과 관광객들을 시중드는 동안 많은 이웃들은 지방 주민들의 하루 필요성들을 제공하는 비지니스, 레스토랑과 회합 장소들의 혼합을 나타낸다.  카우 홀로에서 유니언 스트리트, 노우 밸리에서 24번가, 미션에서 발렌시아 스트리트, 노스비치에서 그랜트 애비뉴와 이너선셋에서 어빙 스트리트 같이 어떤 이웃들은 가게, 카페와 밤의 유흥가들과 함께 점이 찍혀있다.  특히 이 접근은 고층 주거들을 따라 오르는 비지니스와 이웃 서비스들과 함께 지속적인 사우스오브마켓 이웃 재개발에 영향을 주었다.

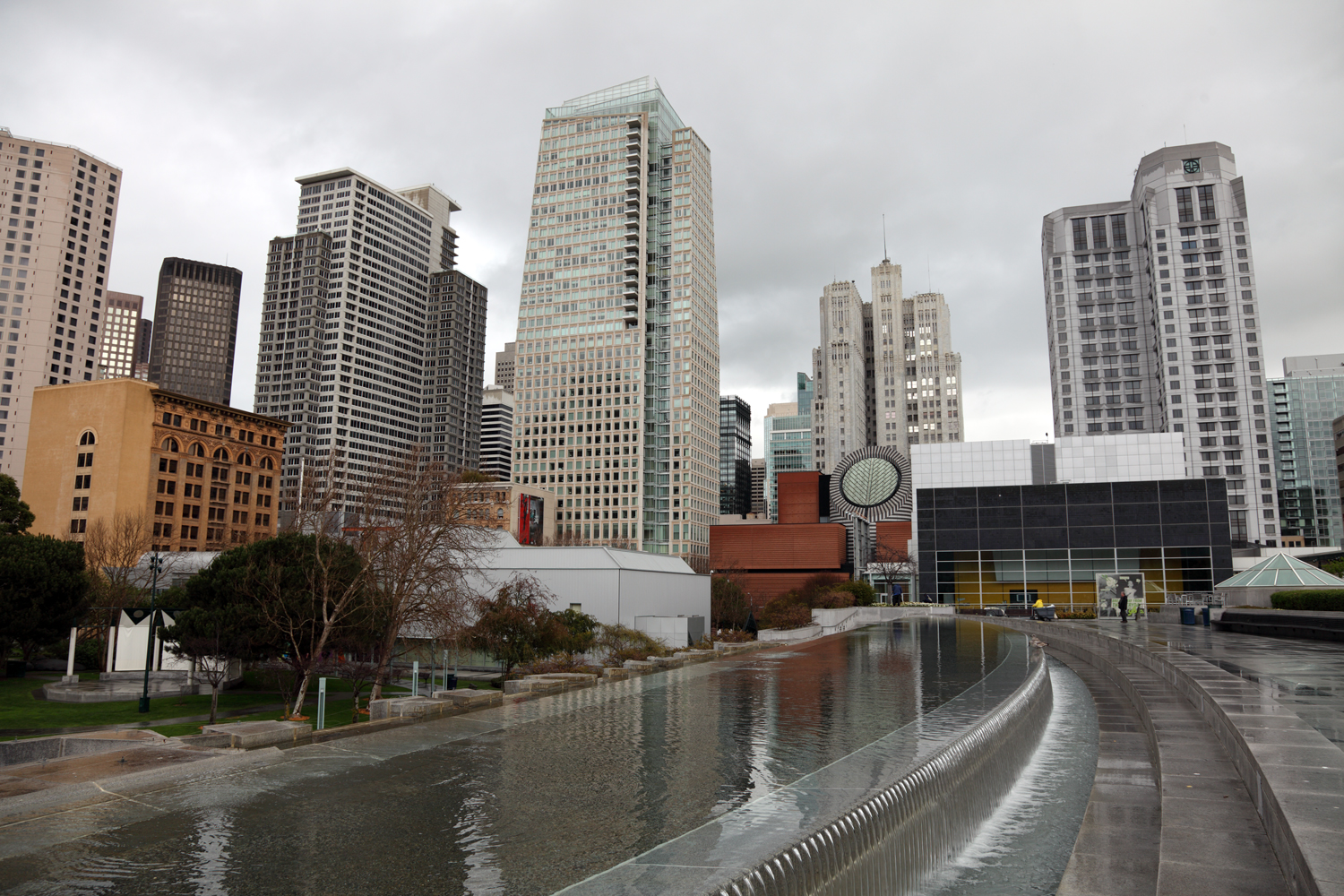
사우스오브마켓 여바 부에나 정원을 둘러싼 고층 건물들

1990년대 이래 지방 조업 개시들과 실리콘 밸리 근처에서 온 숙련된 정보 기술 근로자들을 위한 요구는 전세계에서 온 두뇌 근로자들을 끌어들였고, 샌프란시스코에서 높은 생활 수준을 창조하였다.  한번 육체 노동자, 중산층과 하층 계급이었던 많은 이웃들은 많은 도시의 전통적 비지니스와 산업 구역들이 사우스 비치와 미션 베이같은 이웃들을 포함한 엠바카데로의 재개발에 의하여 몰아진 르네상스를 경험하면서 고급화되어 왔다.  도시의 빈곤 가치와 가족 수입은 국가에서 가장 높은 것들 중으로 올라 크고 평균 이상의 레스토랑, 소매상과 연예 장면을 창조하였다.  2014년 지구촌 도시들의 생활 측량의 품질에 의하면 샌프란시스코는 아무 미국 도시 중에 가장 높은 생활 품질을 가지고 있다.  하지만 예외적으로 높은 생활비의 이유로 많은 도시의 중산층과 하층 계급 가족들은 베이 에이리어의 외곽들 혹은 캘리포니아주의 센트럴밸리를 위하여 도시를 떠나왔다.  2015년 6월 2일까지 중앙 렌트비는 4,225 달러만큼 높은 것으로 보고되었다.  높은 생활비는 부분적으로 새로운 거주지 건설을 제한시키는 제한적인 계획법 때문이다.
그 창립 이래 샌프란시스코가 즐겼던 국제적 특성은 아시아와 라틴아메리카에서 온 이민자들의 큰 수에 의하여 오늘날 지속되었다.  도시 주민들의 39%가 해외에서 태어마녀서 샌프란시스코는 새로운 도착인들에게 제공하는 비지니스와 시민 공공 시설들과 채워진 다수의 이웃들을 가지고 있다.  특히 1970년대에 시작을 가속한 많은 중국인들의 도착이 도시를 통하여 차이나타운에 역사적으로 기초를 둔 장기적으로 설립된 공동체를 보충하여 완전케 하였고, 중국의 외부의 그런 종류의 가장 큰 이벤트로 들어가는 해마다의 춘절 행렬을 변형시켰다.
1950년대의 비트 제너레이션 작가와 화가들의 도착과 1960년대 동안 하이트애슈버리 구역에서 서머 오브 러브에서 절정에 달한 사회적 변화들과 함께 샌프란시스코는 자유주의 활동과 당시 상승한 반체제 문화의 중심지가 되었다.  1975년 마지막 심각한 공화당 도전자가 좁은 차이에 의하여 시장 선거를 패한 이래 민주당원들과 조금 덜 녹색당은 1970년대 이래 도시 정치를 지배하였다.  샌프란시스코는 1988년 이래 공화당 대통령 혹은 상원 후보를 위하여 20% 이상 투표하지 않았다.  2007년 도시는 그 국민 의료 보장 제도와 다른 불안정한 의료 프로그램들을 적임의 주민들을 위하여 확실한 의료업을 중회하는 "보건 샌프란시스코" 프로그램으로 확장시켰다.
샌프란시스코는 또한 매우 활동적인 환경 공동체를 가졌다.  1892년 시에라 클럽의 창립과 함께 시작에서 1981년 비영리적인 프렌즈 오브 더 어번 포리스트의 설립으로 샌프란시스코는 우리의 자연 환경을 응시하는 많은 지구촌 논의들의 중심으로 지내왔다.  1980년 샌프란시스코 재활용 프로그램은 가장 일찍이 가두 재활용 프로그램들 중의 하나였다.  도시의 고솔라SF 보상물은 태양 장치들을 흥행하고, 샌프란시스코 공익 설비 위원회는 지방 재생 가능 자원들로부터 전기를 파는 데 클린파워SF 프로그램을 출시하고 있다.  SF 그리즈사이클은 바이오디젤로 전환을 위하여 이용된 식용유를 재순환시키는 프로그램이다.
2010년에 완료된 선셋 저수지 태양 프로젝트는 저수지의 지붕에 24,000개의 태양 창틀을 설치하였다.  그해 12월 개장했을 때 도시의 2-메가와트 태양 발생 용량보다 3배 이상 5-메가와트를 전한다.

### 오락과 공연 예술

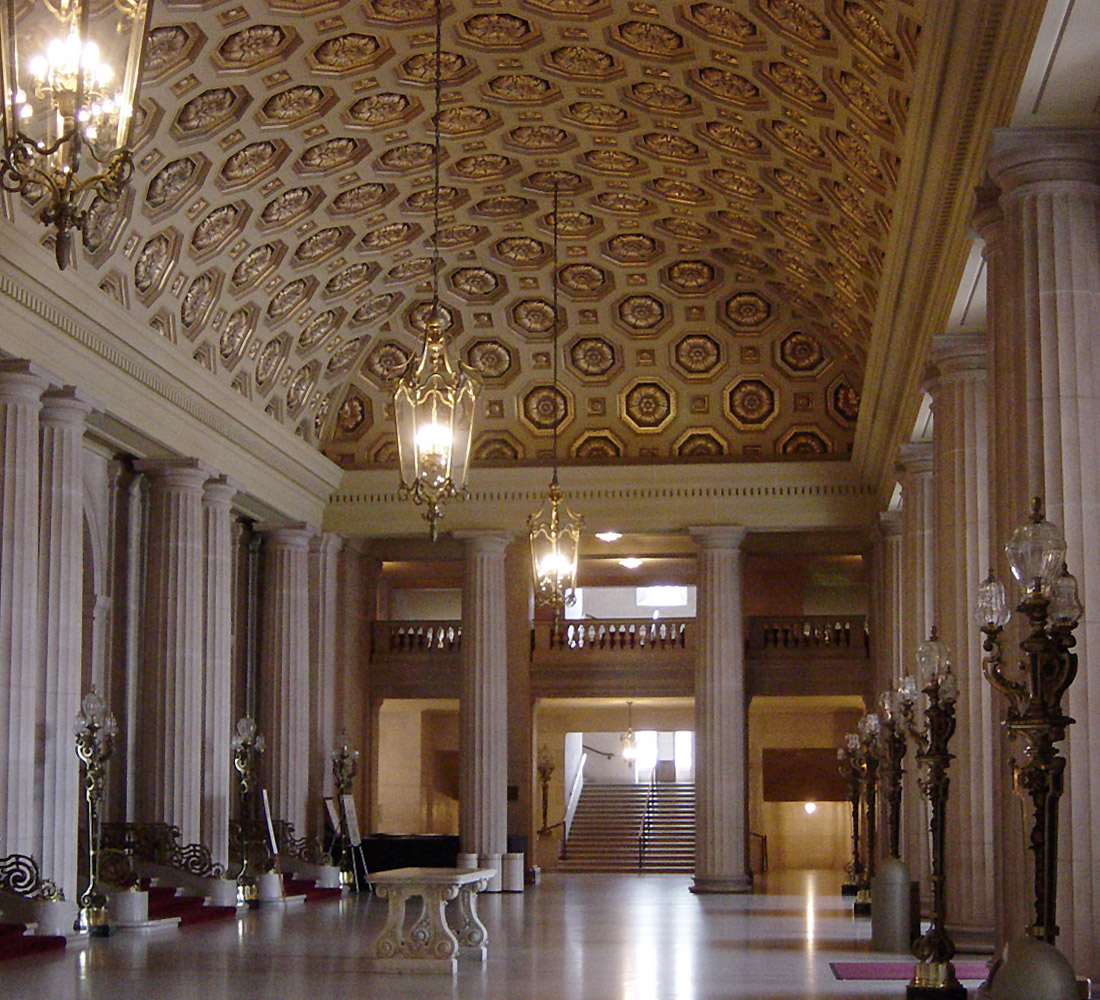
미국에서 보자르 스타일에 세워진 마지막 건물들 중의 하나인 샌프란시스코 전쟁 기념 오페라 하우스의 로비

샌프란시스코의 전쟁 기념 공연 예술 센터는 국가에서 가장 영구적인 공연 예술 사교들 중에 어떤 이벤트들을 주최한다.  샌프란시스코 심포니가 데이비스 심포니 홀에서 연주하는 동안 전쟁 기념 오페라 하우스는 샌프란시스코 발레단은 물론 북아메리카에서 두번째로 가장 큰 오페라 사교인 샌프란시스코 오페라를 숙박시킨다.
필모어는 웨스턴 애디션에 위치한 음악의 회합 장소이다.  그것은 1960년대에 명성을 얻은 역사적 현장의 두번째 실현으로 그레이트풀 데드, 재니스 조플린, 레드 제플린과 제퍼슨 에어플레인 같은 현재 유명한 음악인들이 처음으로 상영한 무대를 숙박시켰고 샌프란시스코 사운드를 육성하였다.
샌프란시스코는 극장과 라이브 공연 장소들의 큰 수를 가지고 있다.  지방 극장 회사들은 위험 감수와 현신으로 유명해왔다.  토니상 수상의 비영리적 미국 예술 극장은 국내 상주 극장 동맹의 회원이다.  지방적 극장 토니상의 다른 지방 수상자들은 샌프란시스코 마임 트루프를 포함하였다.  샌프란시스코 극장들은 빈번하게 브로드웨이 이전의 계약들과 예선 공연들을 주최하고, 원래 샌프란시스코 제작사들은 후에 브로드웨이로 옮겼다.

### 박물관
샌프란시스코 현대미술관은 미술의 20세기와 현대의 작품들을 간수한다.  그 박물관은 1995년 사우스오브마켓 이웃에 있는 그 현재 건물로 옮겨 해마다 600,000명 이상의 방문객들을 끌어들인다.  샌프란시스코 현대미술관은 2013년 수리와 확장을 위하여 폐문하였다.  박물관은 그 크기를 두 배로 한 스노헤타에 의하여 디자인된 것으로 추가와 함께 2016년 5월 14일에 재개장하였다.
명예 군단 궁전은 그 파리의 이름이 같은 모델을 한 그 링컨 파크 건물에서 유럽의 예술의 작품과 골동품들을 유숙한다.  아시아 미술관에서 아시아의 예술들이 유숙된 동안 골든게이트 공원에 있는 더영 박물관은 미주, 아프리카와 오세아니아에서 온 미주의 장식 조각과 인류학 보유물들을 나타낸다.  더영 박물관 반대편에 서있는 자연사 박물관 캘리포니아 과학원도 또한 모리슨 천문관과 스타인하트 수족관을 주최한다.  엠바가데로에 피어 15에 위치한 탐험관은 상호의 영향을 미치는 과학 박물관이다.  현대 유대인 박물관은 일시적 전시물들의 광범위한 정렬들을 주최하는 비수집 기관이다.  노브힐에 있는 케이블카 박물관은 케이블카들을 모는 케이블카 발전소를 나타내는 작동 박물관이다.

### 스포츠
샌프란시스코를 연고지로 하는 프로스포츠팀으로는 메이저 리그 베이스볼의 샌프란시스코 자이언츠, NFL의 샌프란시스코 포티나이너스가 있다. 2019년 NBA의 골든스테이트 워리어스가 샌프란시스코로 연고지를 옮겼다. 프로게이밍 팀으로는 오버워치팀인 샌프란시스코 쇼크가 있다(오버워치 리그 최다 우승자).

## 해변과 공원들
몇몇의 샌프란시스코의 공원들과 그 해변들의 거의 전부는 한해애 1천 3백만명의 방문객들과 함께 미국에서 국립 공원 시스템의 가장 많이 방문한 단위들 중의 하나인 골든게이트 국립 휴양지의 일부를 형성한다.  도시 안에서 골든게이트 국립 휴양지의 목적지들 중에는 태퍙양 기슭을 따라 넘치는 오션 해변와 골든게이트의 서부 후미에 위치한 베이커 해변, 그리고 전 군사 기지 프레시디오이다.  또한 프레시디오 안에는 그 자연 염소 생태계로 복구된 전 비행장 크리시 필드이다.  골든게이트 국립 휴양지는 또한 포트 펀스턴, 랜지 엔드, 포트 메이슨과 앨커트래즈를 운영하기도 한다.  국립 공원 서비스는 역사적 선박들의 함대이자 아쿠아틱 공원을 주위로 해안 소유지 샌프란시스코 해양 국립 역사 공원을 따로 운영한다.

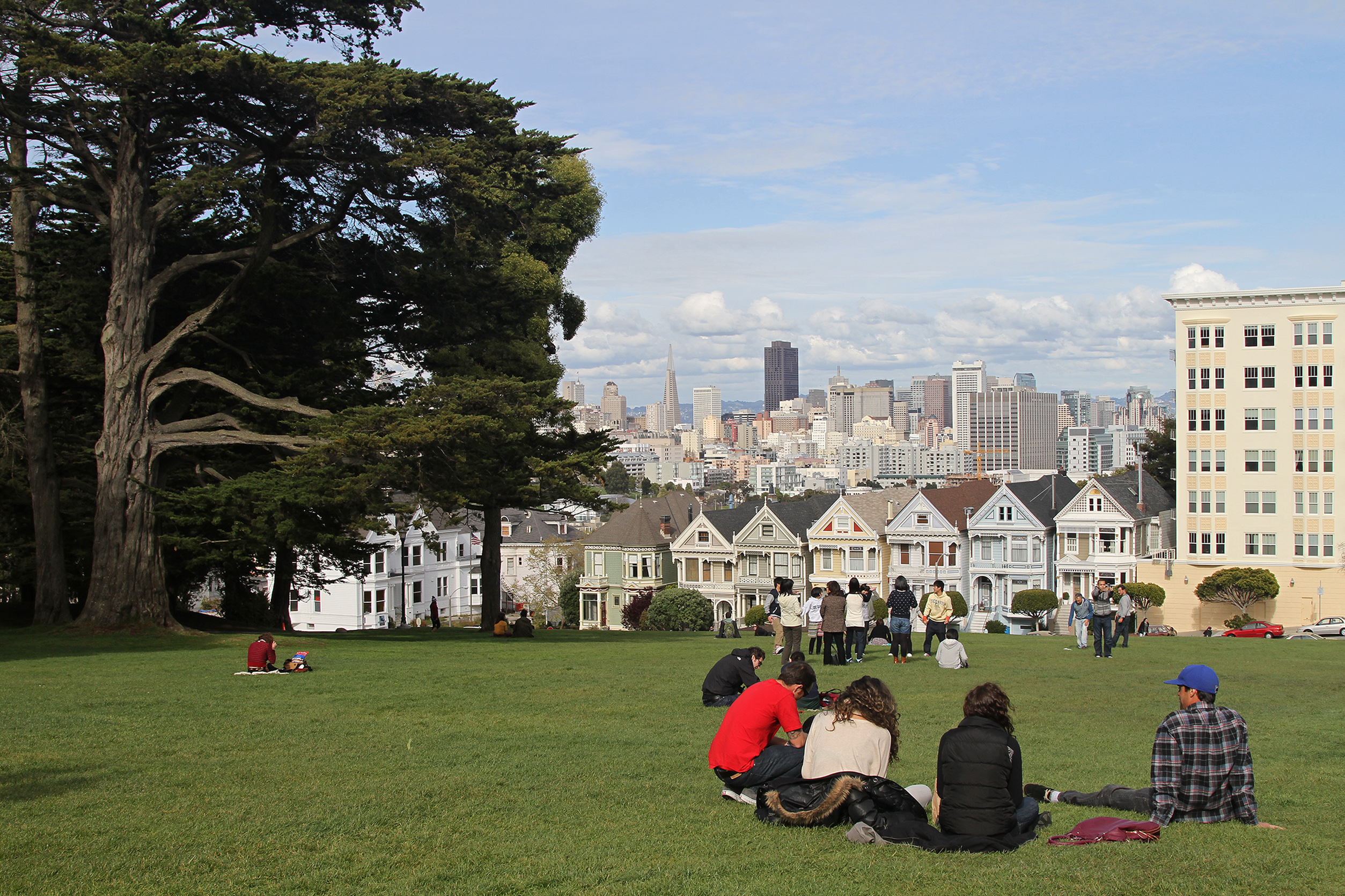
알라모 스퀘어는 지역에서 가장 잘 알려진 공원들 중의 하나로 영화와 대중 문화로 그 인기있는 위치로 가끔 샌프란시스코의 상징이다.

샌프란시스코 휴양 공원부에 의하여 유지된 220개 이상의 공원들이 있다.  가장 크고 가장 잘 알려진 공원은 태평양을 서부로 한 도시의 중심지로부터 뻗어있는 골든게이트 공원이다.  한번 본토 잔듸와 모래 언덕들로 덮어졌던 공원은 1860년대에 상상되어 수천개의 외부에서 온 나무와 식물들로 광대하게 심어지면서 창조되었다.  큰 공원은 꽃 온실, 저패니즈 티 가든과 샌프란시스코 식물원 같은 문화적과 자연적 목적지들과 함께 풍부하다.  머시드 호는 파크랜드와 많은 것들이 멸종될 지경에 이른 250 종 이상의 동물들을 유숙시킨 도시 소유의 공원 샌프란시스코 동물원 근처에 있으며 파크랜드에 의하여 둘러싸인 깨끗한 물의 호수이다.  대체로 샌프란시스코에 위치하여 캘리포니아 주립 공원 시스템에 의하여 경영된 단 하나의 공원인 챈들스틱 포인트는 주의 첫 도시 휴양 지역이었다.

## 교통

### 무료 고속도로와 도로들

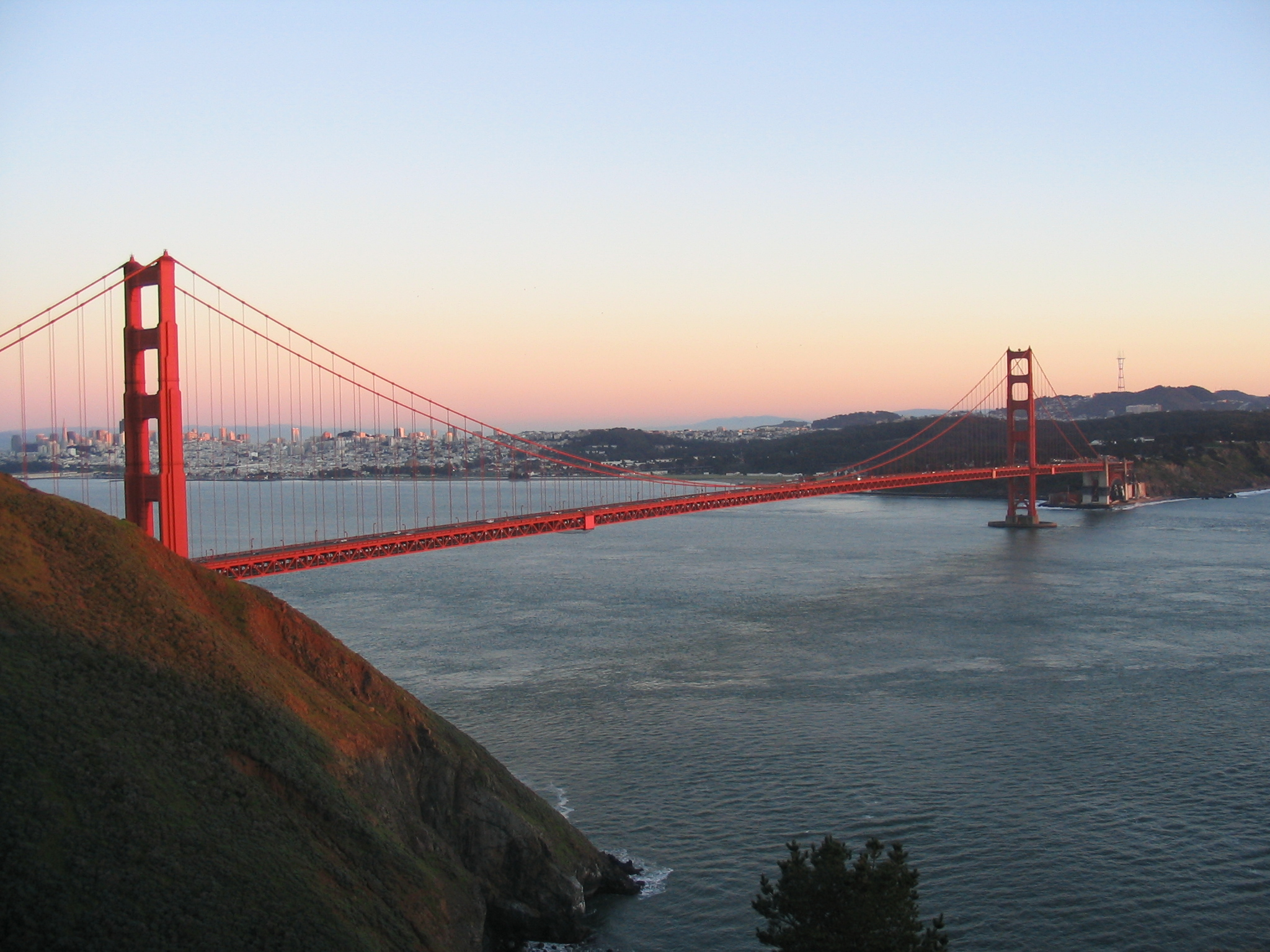
골든게이트 교는 북부 만으로 단 하나의 도로 연결이다.

그 특이한 지리와 1950년대 후반의 무료 고속도로 반란들의 이유로 인터스테이트 80은 샌프란시스코-오클랜드 베이 브리지로 접근에 시작하여 동부 만으로 연결하는 단 하나의 자동차 직선이다.  U.S. 루트 101은 인터스테이트 80의 서부 종점으로 연결하고 실리콘 밸리를 향한 샌프란시스코 만을 따라 도시의 남부로 출입을 마련한다.  북부로 향하여 U.S. 101을 위한 행로는 북부만과 머린군으로 가는 단 하나의 자동차 직선 골든게이트 교로 연결하는 데 간선 거리들을 이용한다.
스테이트 루트 1도 또한 골든게이트 교를 통하여 북부로부터 샌프란시스코로 들어가 19번가 간선 가도로서 도시를 2등분하여 도시의 남부 경계에서 인터스테이트 20과 가입된다.  인터스테이트 280은 샌프란시스코로부터 지속적으로 남부로 향하며 또한 도시의 남부 끝을 따라 동부로 향하여 사우스오브마켓 이웃에서 베이 브리지의 겨우 남부에 끝난다.  1989년 지진이 일어난 후, 도시의 지도자들은 엠바카데로 무료 고속도로와 센트럴 무료 고속도로의 일부를 헐어 그것들을 거리 수준의 대로들로 개조하였다.
스테이트 루트 35는 스카이라인 대로로서 남부로부터 도시에 들어가 1번 고속도로와 그 교차점에서 끝난다.  스테이트 루트 82는 미션 스트리트로서 남부로부터 샌프란시스코에 들어가 280과 그 접합점에서 바로 끝난다.
미국을 가로지른 첫 도로이자 역사적 대륙 횡단 링컨 고속도로의 서부 종점은 샌프란시스코의 링컨 파크에 있다.

### 대중 교통

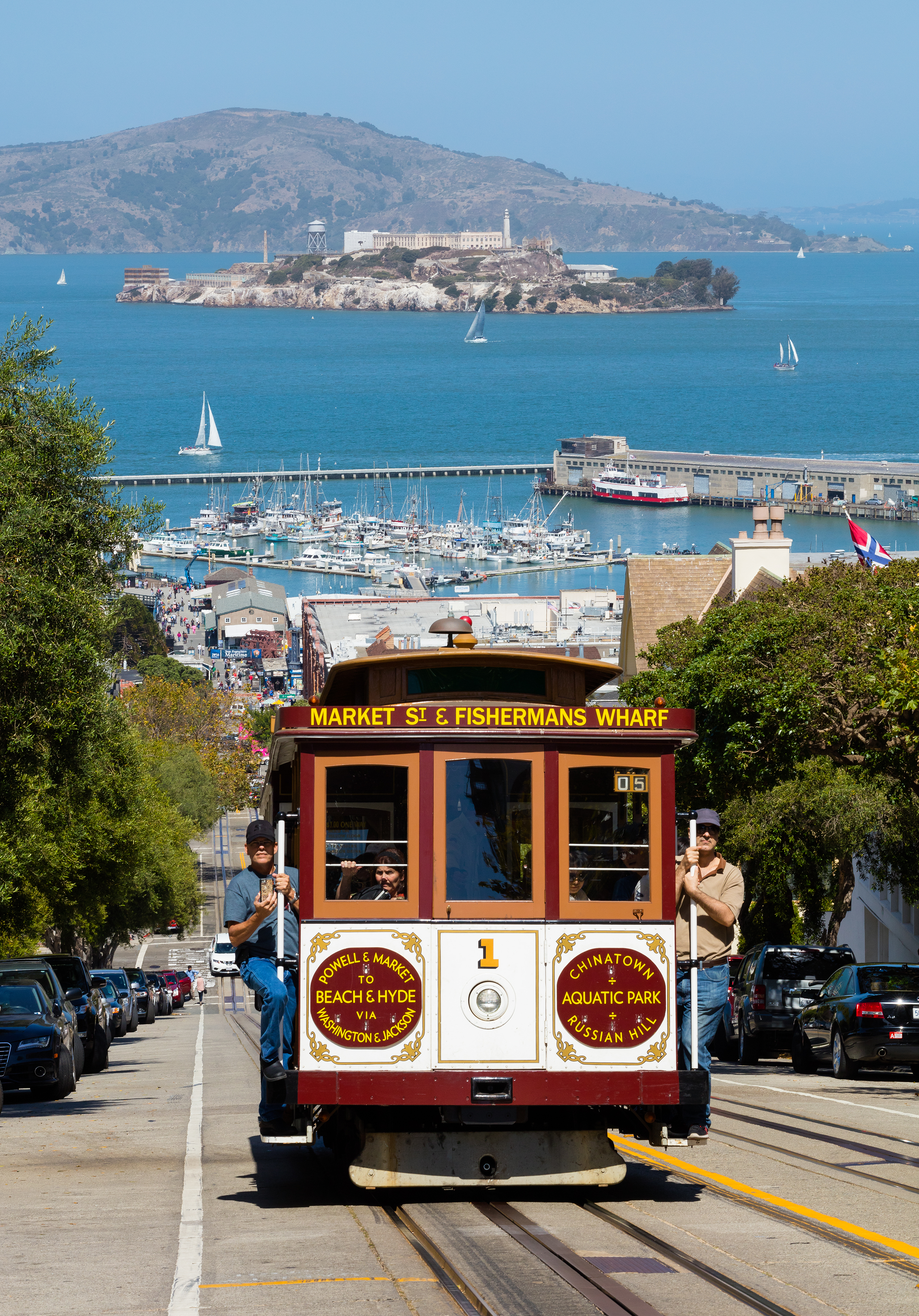
앨커트래즈섬이 뒤에 보이면서 하이드 스트리트를 올라가는 케이블 카

샌프란시스코 주민들의 32%는 하루마다 통근에 대중 교통을 이용하여 서해안에서 1위, 그리고 미국에서 전체 3위에 들었다.  "무니"로 알려진 샌프란시스코 자치 철도는 샌프란시스코의 주요 대중 통행 시스템이다.  무니는 2006년 20,848,310개의 탑승과 함께 미국에서 7번째로 가장 큰 통행 시스템이다.  시스템은 경편 철도와 지하철을 합친 시슽인 무니 메트로와 큰 버스망을 둘다 운영한다.  추가적으로 그것은 카스트로 스트리트에서 피셔맨스워프로 마켓 스트리트에 달리는 역사적 자동차 선을 달린다.  그것은 또한 미국 국립사적지로서 지정되어 왔고 주요 관광객의 목적지인 유명한 케이블 카를 운영하기도 한다.
지방 긴급 통행 시스템인 BART는 수중 트랜스베이 튜브를 통하여 동부 만과 샌프란시스코를 연결한다.  그 선은 마켓 스트리트 아래 도시의 남부 미션 구역으로 남부를 향하는 관청가로 달리고, 북부 산마테오군을 통하여 샌프란시스코 국제공항과 밀브레로 달린다.
또다른 통근 철도 시스템인 캘트레인은 샌프란시스코반도를 따라 샌프란시스코에서 산호세로 달린다.  역사적으로 서던퍼시픽 철도에 의하여 운영된 열차들은 팔로알토와 산호세를 통하여 샌프란시스코에서 로스앤젤레스로 달린다.
암트랙 캘리포니아 고속도로 모터코치는 샌프란시스코로부터 에머리빌에 있는 만을 가로질러 그 역으로 셔틀 버스를 운영한다.  에머리빌 역으로부터 철도선들은 캐피톨 코리도어, 산호아킨,캘리포니아 제피어와 코스트 스타라이트를 포함한다.  고속도로 서비스는 또한 퍼시픽 서프라이너로 연결과 함께 산루이스 오비스포를 향하여 남부로 달린다.

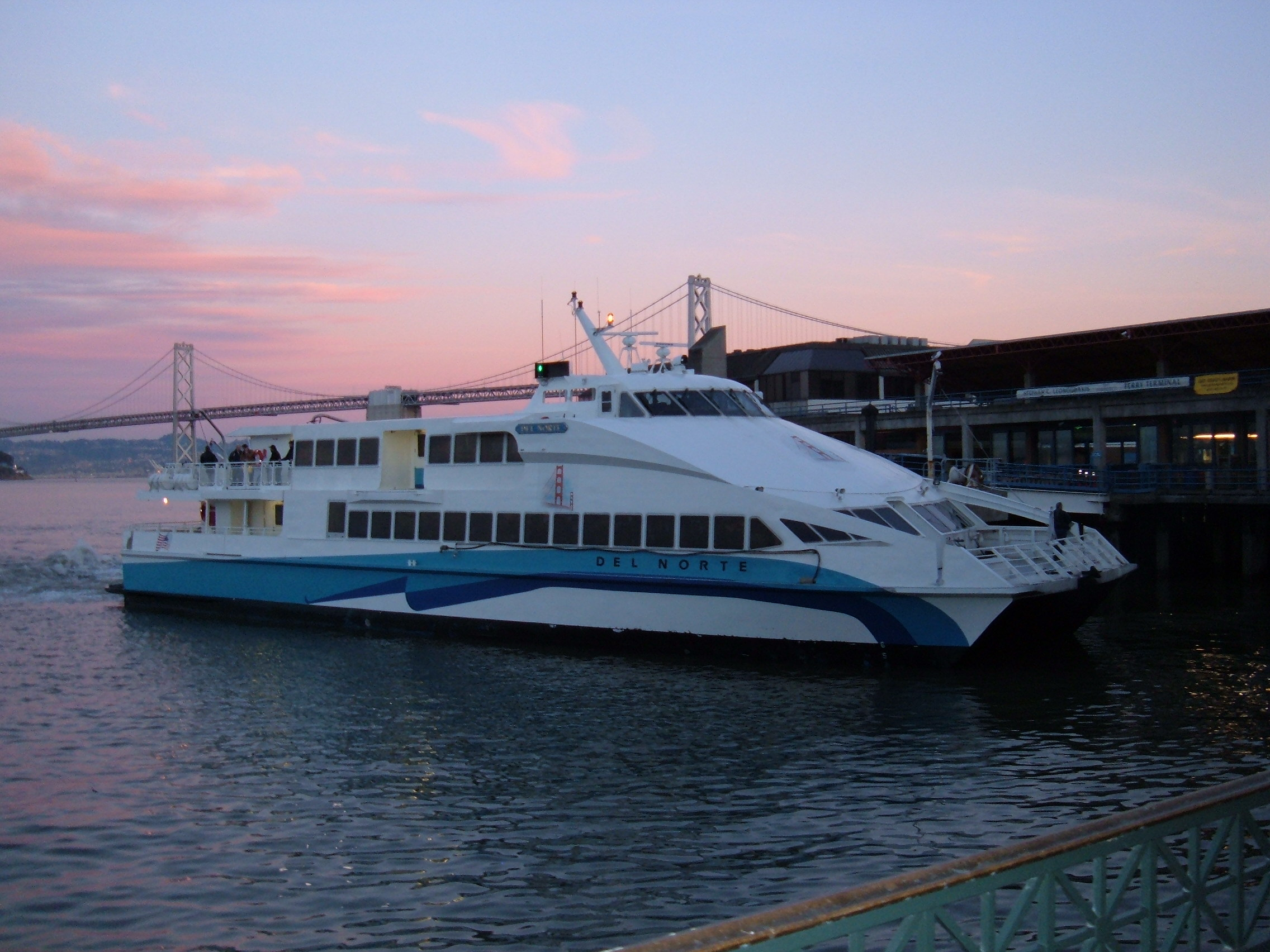
페리 빌딩에 정박된 골든게이트 페리선 M/V/ 델 노트

샌프란시스코 베이 페리는 페리 빌딩과 피어 39로부터 오클랜드, 앨라메다, 팜아일랜드와 사우스 샌프란시스코에 있는 종점들로, 그리고 북부로 향하여 발레호로 가는 데 운영한다.  골든게이트 페리는 샌프란시스코와 머린군 사이에 서비스와 함께 다른 페리 운영주이다.  솔트랜스는 페리 빌딩과 발레호 사이에 추가적 버스 서비스를 운영한다.
샌프란시스코는 미국에서 카셰어링의 초기 채택 도시였다.  비영리적 시티 카셰어가 2001년 개장하였고, 집카가 가까이 따라갔다.
구글과 애플 같은 실리콘 밸리 매일 회사들로 통근하는 샌프란시스코 시민들의 큰 수의 편의를 도모하는 데 샌프란시코 위치들로부터 기술의 조업 개시 지역들로 그들의 종업원들을 위한 개인 버스 교통을 마련하기 시작하였다.  흥행자들이 자신들이 버스 노선들을 봉쇄하고 대중 버스들을 미루는 것을 주장하면서 이 버스들은 도시 안에서 빠르게 열나는 토론의 주제가 되었다.

### 공항들

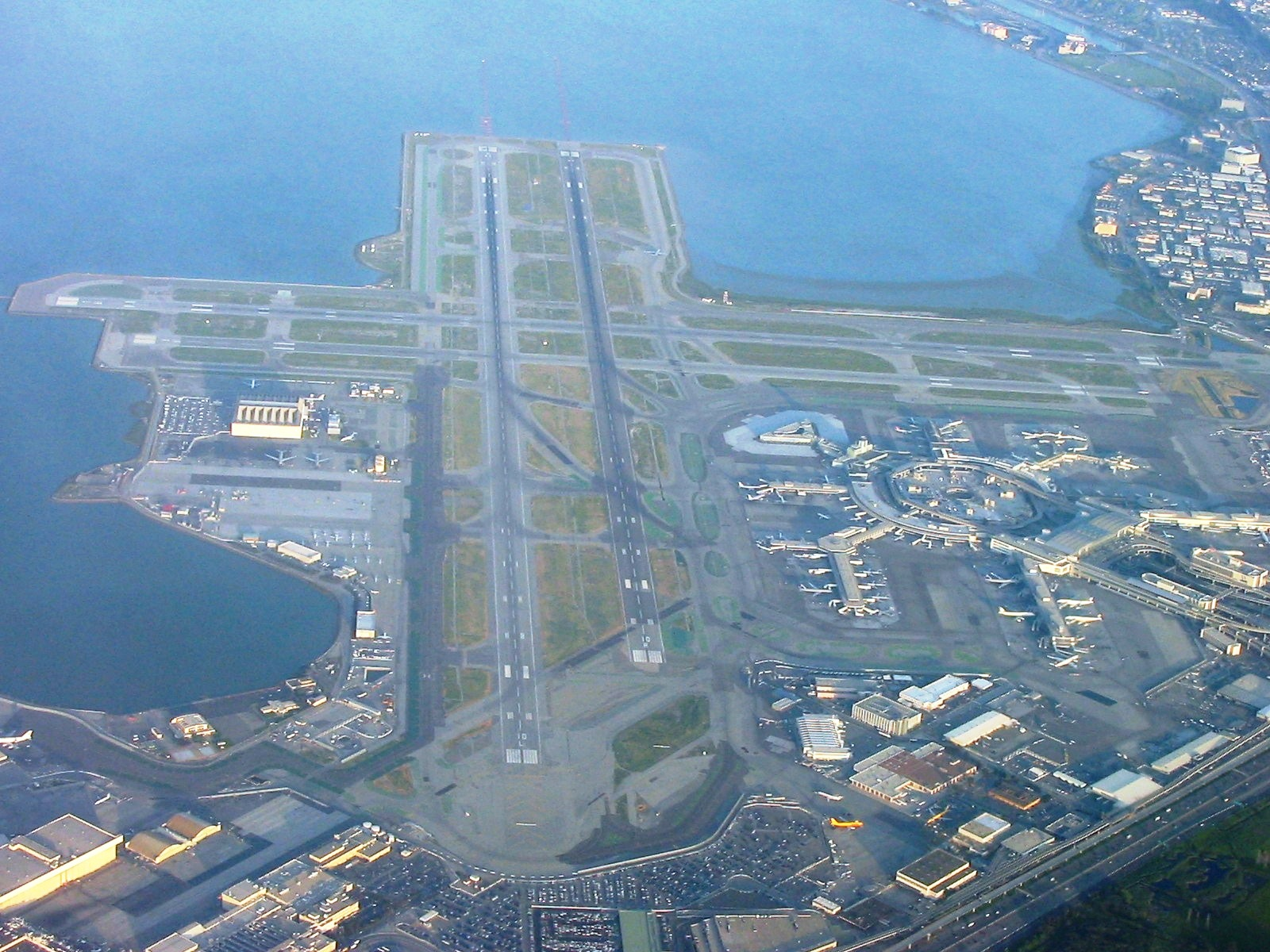
샌프란시스코 국제공항은 샌프란시스코와 베이 에이리어에서 주요 공항이다.

합병되지 않은 산마테오군에서 다운타운의 남부로 13 마일 (21km)에 위치했어도 샌프란시스코 국제공항은 샌프란시스코 시와 군의 지배권 아래 있다.  샌프란시스코 국제공항은 유나이티드 항공과 버진 아메리카를 위한 허브 공항이다.  샌프란시스코 국제공항은 북아메리카에서 가장 큰 국제 터미널과 함께 아시아와 유럽으로 가는 주요 국제 통로이다.  2011년 샌프란시스코 국제공항은 미국에서 8번째로, 그리고 세계에서 22번째로 가장 바쁜 공항이었으며 4억 9백만명의 승객들을 다루었다.
만을 가로질러 위치한 오클랜드 국제공항은 샌프란시스코 국제공항에 인기 있는 비용이 낮은 대안이다.  지리적으로 오클랜드 공항은 샌프란시스코 국제공항으로서 다운타운 샌프란시스코로부터 대략 같은 거리이나 샌프란시스코 만을 가로지른 그 위치의 이유로 샌프란시스코로부터 더욱 거대한 운전 거리이다.

### 자전거와 도보
자전거 교통은 샌프란시스코에서 교통의 인기있는 형식이다.  하루에 75,000명의 주민들이 자전거로 통근한다.  베이 에이리어 바이크셰어는 다운타운 샌프란시스코에서 700대의 자전거와 함께 2013년 8월에 발포하여 남부 도시들에 산호세를 골랐다.  샌프란시스코 자치 교통 특약점과 베이 에이리어 공기 경영 구역은 알타 바이시클 셰어에 의하여 마련된 경영과 함께 운영을 위하여 책임이 있다.  2015년 워크 스코어는 샌프란시스코를 미국에서 두번째로 가장 걸어다닐 수 있느 도시로 순위에 놓았다.
샌프란시스코는 의미적으로 평균에 미국보다 보행자와 자전거 교통 사망자들의 더 높은 비율을 가졌다.  2013년 21명의 보행자들이 차량 충돌들에 사망하여 100,000명 인구에 2.5 사망으로 2001년 이래 가장 높았으며 100,000명 인구에 1.5 사망의 국내 평균보다 70% 높았다.
자전거 교통은 샌프란시스코에서 자라나고 있다.  2010년 자치 교통부에 의하여 수행된 해마다 자전거 총수는 33개의 위치들에서 자전거를 타는 사람들의 수가 2006년 기준선 총수로부터 58%로 증가한 것을 보여주었다.  2008년 자치 교통 특약점은 대략 128,000개의 여행들 혹은 총 여행들의 6%가 도시에서 하루마다 자전거에 의하여 이루어졌다는 것을 측량하였다.  2002년 이래 최근의 세월에 추가적인 자전거 노선을 포함한 자전거 기본적 시설에서 향상들은 샌프란시스코에서 자전거 교통을 더욱 안전하고 더욱 편리하게 만들었다.  2006년 이래 샌프란시스코는 미국 자전거 동맹으로부터 "금"의 자전거 친선 공동체 신분을 받았다.

## 자매 도시
- 스페인 바르셀로나
- 일본 오사카 (2017년 12월 종료)[18]
- 대한민국 대전광역시 동구
- 필리핀 마닐라
- 호주 시드니
- 중화인민공화국 상하이
- 중화민국 타이베이
- 스위스 취리히
- 그리스 테살로니키
- 코트디부아르 아비장
- 요르단 암만
- 대한민국 전라남도 영암군
- 이탈리아 아시시
- 인도 벵갈루루
- 아일랜드 코크
- 대한민국 경기도 시흥시
- 독일 킬
- 이스라엘 하이파
- 폴란드 크라쿠프

## 같이 보기
- 샌프란시스코 통합 교육구